# Skuteč
Skuteč (německy Skutsch) je město v okrese Chrudim v Pardubickém kraji. Většina plochy leží v krajinné oblasti Železných hor, severní okraj leží ve Svitavské pahorkatině. Centrum města leží na severním svahu bezejmenného návrší s lomem Humperky (460 m n. m.), nad Anenským potokem, který tvoří přibližně rozhraní mezi Skutečskou pahorkatinou (Železné hory) a Štěpánovskou stupňovinou (Svitavská pahorkatina). Žije zde přibližně 5 000 obyvatel.
Osídlení je písemně doloženo k roku 1289, do období vlády Václava II. Status města Skuteč získala pravděpodobně kolem roku 1330 za vlády krále Jana Lucemburského. Symboly města zapsané v Registru komunálních symbolů tvoří znak používaný od roku 1848 v úpravě z roku 2017 a od roku 2005 také vlajka.
Z celkové rozlohy činí výměra původního města 842,9 ha ve dvou sídelních lokalitách s názvy Skuteč a Přibylov, oddělených nezastavěnou částí katastrálního území. Severní okraj města je zvláště chráněným územím přírodní rezervace a evropsky významné lokality Anenské údolí.
Město bylo ve 20. století výrazně spojeno s průmyslem. Bylo známé rozsáhlou těžbou kvalitního kamene a zejména s obuvnickou tradicí a firmou Botana, od roku 1963 produkující obuv pod mezinárodně známou značkou BOTAS a od roku 2009 kamenickou historii a obuvnickou tradici prezentují stálé expozice Regionálního muzea.
Město je členem dobrovolného svazku obcí Pardubického kraje s názvem Mikroregion Skutečsko – Ležáky a také Místní akční skupiny Skutečsko, Košumbersko a Chrastecko.
Ve městě sídlí Gymnázium Suverénního řádu maltézských rytířů, jehož zřizovatelem je Suverénní řád maltézských rytířů – České velkopřevorství v Praze. Skuteč se prezentuje v kultuře od roku 2003 každoročně pořádaným festivalem klasické hudby a sborového zpěvu Tomáškova a Novákova hudební Skuteč, s rozšířenou nabídkou z oblasti muzikálů, oper, koncertů komorní hudby a prezentace hudebních projektů s účastí i zahraničních umělců.

## Název
Název města není spolehlivě vysvětlen. V historických pramenech se nalézají zmínky o městě Zkuts, Skuč, Skutč a jiné, výklad provázejí i různé pověsti kolem skučení psů na hradišti Humperky nad původně osadou. V průběhu 20. století se objevila snaha historiků odvodit název města od jména Skutek, majitele tzv. Skutkova dvora, který měl být součástí tehdejší zástavby. Jiný zdroj uvádí, že pod strážištěm (od slova strážiti) s německým názvem Hütenberg (strážný vrch, německy zkomoleně Humperk) si postavili strážníci dřevěné stavby neboli chatrče, tzv. kuče, dalším komolením skuče atd.

## Historie

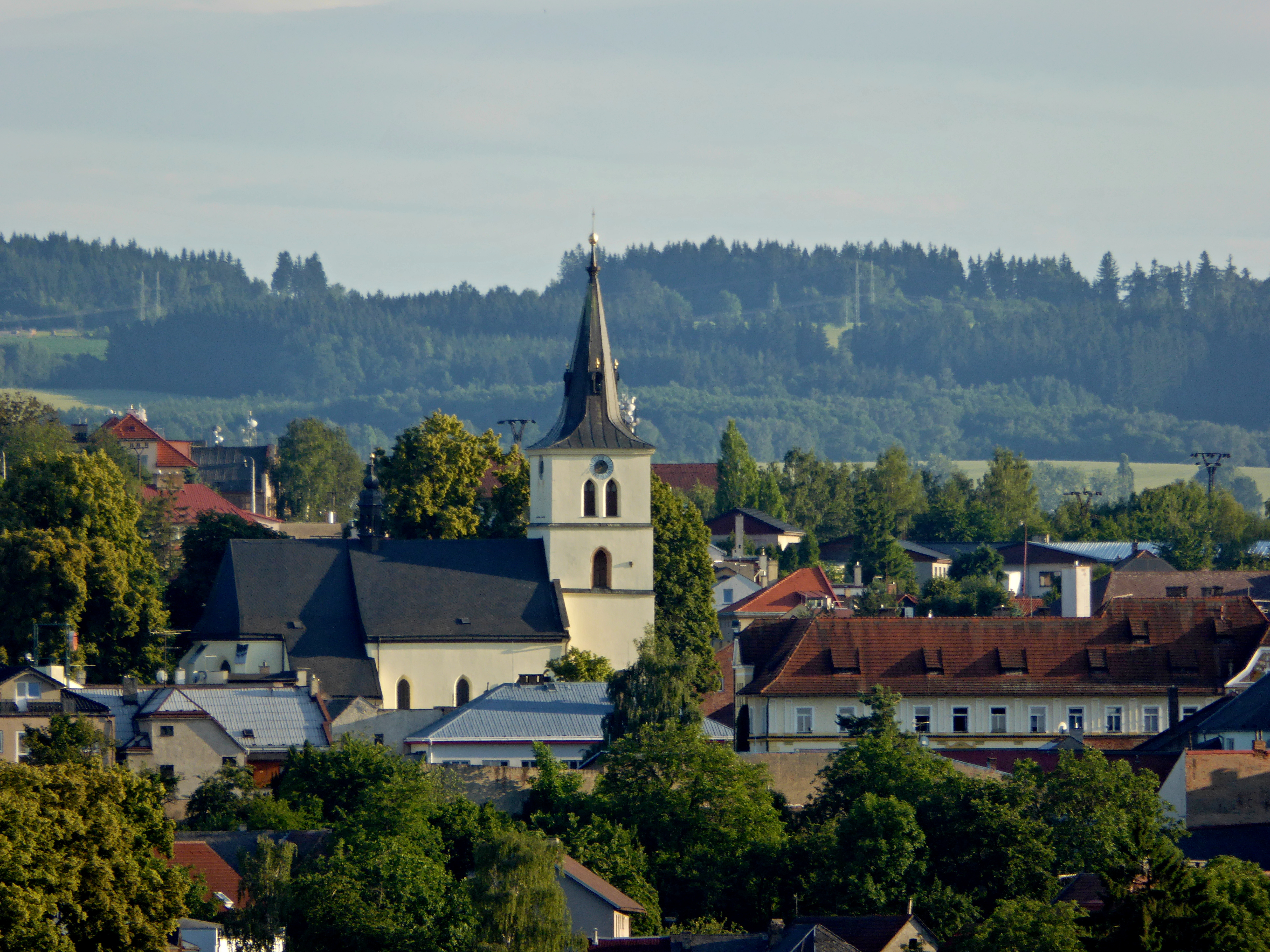
Centrum města s kostelem Nanebevzetí Panny Marie, na pozadí hřeben Železných hor; osídlení krajiny a existenci města dokládá listina z roku 1350 související s původně farním kostelem a založením Biskupství litomyšlského, dokument je nejstarší písemností na území Čech týkající se města Skutče

Osídlování oblasti probíhalo již v mladší době kamenné. Svědčí o tom nálezy pazourkových škrabadel nebo sekeromlatů na území města a v jeho okolí. Známky trvalejšího osídlení dokládají sbírky Regionálního muzea Skuteč, především různé šperky a zbraně z bronzu. Postupnou kolonizaci území potvrzují nálezy kostrového hrobu ze 12. století v oblasti Štěpánova a rozličná keramika z období 12. až 13. století objevená na sídlištích, v místě dnešní Skutče a také v Lažanech (část obce Skuteč).
Ze smlouvy uzavřené mezi českým králem Václavem II. a míšeňským markrabětem Fridrichem, o zástavě několika hradů a hrazených měst, pochází první písemná zmínka z roku 1289 o Skutči, která je popisována jako „Zkuts“. Listina byla nalezena v Drážďanech českým historikem Augustem Sedláčkem a publikována v roce 1882 ve spisu Hrady, zámky a tvrze království Českého. Pravděpodobně šlo o zmínku o hradu stojícího v místě dnešního kamenolomu. Původně osada a nad ní strážné hradiště Humperky ležely při obchodní cestě z Chrudimi vedoucí na Trstenickou stezku u Litomyšle.
Skuteč má bohatou historii vázající se k původnímu městu a k venkovským sídlům v jeho okolí. Významné bylo spojení s rychmburským panstvím, jehož majitelé v mnohém ovlivňovali rozvoj samotného města. Rozsah rychmburského panství byl popsán v listině z roku 1392, kdy jej koupili Ota z Berkova a Boček z Poděbrad a město mělo za sebou několik desítek let své existence.
Do vývoje města zasáhly společenské změny. V době husitské se Skuteč a okolní obce v roce 1425 dostaly pod správu husitského hejtmana Jakuba Kroměšína z Březovic sídlícího na hradě Rychmburk a část obyvatel města vyznávala podobojí. Také doba tajného protestantismu (do vydání tolerančního patentu), působení českých bratří v souvislosti s osobou Jana Ámose Komenského a tzv. doba pobělohorská při potírání nekatolické víry, měly v mnohém vliv na obyvatelstvo Skutče. Během slezských válek emigrovaly z náboženských důvodů celé rodiny, a to pod ochranou vojska pruského krále Fridricha II. Velikého. Hromadnou emigraci nekatolíků zpočátku organizoval Jan Liberda a zprostředkoval ji generál Christoph Wilhelm von Kalckstein. Ze Skutče v roce 1743 prokazatelně uprchl svobodný Jan Kaplan (1717 Skuteč – 1775 Rixdorf) do Münsterbergu, následoval Berlín, Nízké a Rixdorf. Jeho životopis byl publikován. Ve Skutči se pohyboval i uprchlý Tomáš Vodička z České Rybné.
Chod města a jeho vzhled výrazně ovlivnily tragické události, například drancování vojsky za třicetileté války a také vracejícími se armádami po bitvě u Slavkova, též několik velkých požárů, které zničily původní ráz města s domy na náměstí s tzv. podsíněmi (podloubím nad vstupem do domu).
Do dějin města se zapsaly výrazně i politické změny. V souvislosti se vznikem Československa po roce 1918 (vznik městských institucí, veřejné knihovny Havlíček, organizace Sokol, vybudování fotbalového hřiště, založení fotbalového klubu, zrušení samosprávného okresu, výstavba vojenského polního letiště, továrny LAS a další). Vyhlášení Protektorátu Čechy a Morava po roce 1939 a následné válečné události II. světové války (dislokace vojenského polního letiště pro výcvik pilotů Luftwaffe, události spojené s osudem vypálené osady Ležáky). Po roce 1948 (zrušení okresního soudu), padesátá léta 20. století i rok 1968 s obsazením skutečského letiště vojsky Varšavské smlouvy.
Výrazně se projevily i následující léta po roce 1989 v bývalém Československu a po jeho rozdělení spojené s existencí samostatné České republiky (výstavba Senior Centra s krytým plaveckým bazénem, multifunkční sportovní haly, krytého zimního stadionu, modernizace kulturního centra).

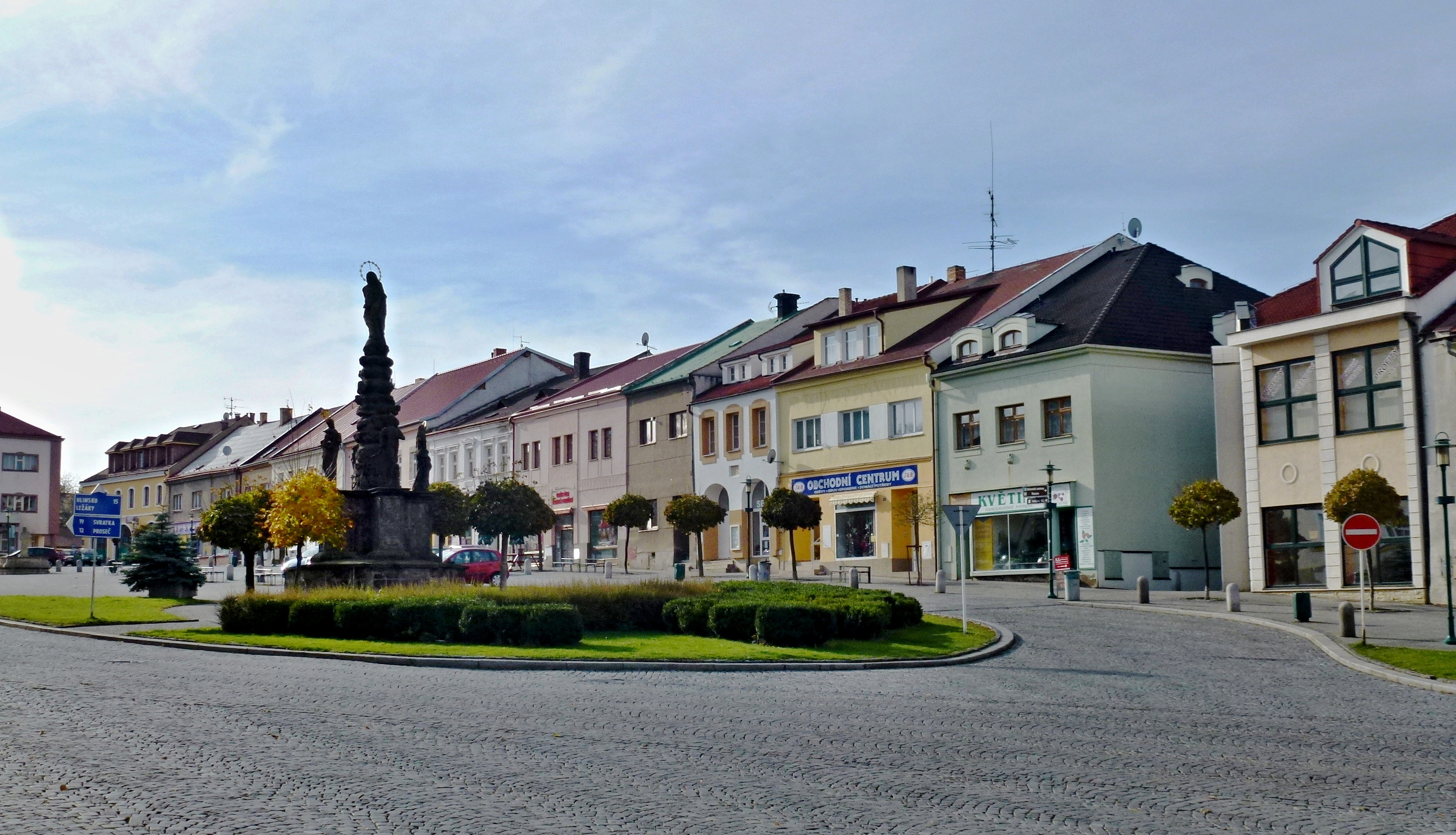
Palackého náměstí (západní část); řadu domů s obchody v přízemí přerušuje zaústění ulice Fimberk, na ploše náměstí Mariánský sloup s malou parkovou úpravou kolem

V průběhu 13. století byla na území rozvíjející se sídelní lokality obestavěna plocha budoucího náměstí (v době první Československé republiky pojmenované Palackého) s gotickými, později několikrát po velkých požárech přestavěnými domy a také pokračovala stavba obydlí v dnešní ulici Vítězslava Nováka (dříve Žďárecká, Nádražní, Masarykova).
Původně středem Palackého náměstí (ve směru jih – sever) protékal potok nazvaný Jordánek, pramenící v lokalitě pomístně zvané Čertovina a protékající dnešními ulicemi Zvěřinovou a Vítězslava Nováka. V zaústění ulice do náměstí byl potok překlenutý od schodiště pod kostelem Nanebevzetí Panny Marie k budově obecné školy (dnes městský úřad) kamenným mostem se sochou sv. Jana Nepomuckého. Počátkem první republiky Československé byl potok stavebně zaklenutý a nad ním vybudována dlážděná plocha. Socha sv. Jana Nepomuckého byla přemístěna do dnešní ulice Vítězslava Nováka.
Středověká Skuteč je uváděna jako otevřené panské město. Opevnění a brány, které se na noc uzavíraly, však dokládají mohutné zdi na zadních stranách původně gotických domů kolem náměstí a také tvar a název ulice Fortna.
Kolem roku 1330 získala Skuteč postavení města a byla v majetku tehdejších vlastníků rychmburského panství. V roce 1349 to byli páni z Vartenberka, jejichž znak se objevuje na zachovaných stříbrných pečetidlech města a také na kamenném podstavci Mariánského sloupu na Palackého náměstí. V průběhu 18. století se začalo používat pečetidlo rychtářské se znakem převzatým pro současný městský znak. V roce 2005 získalo město Skuteč vlastní prapor, na kterém je také uveden městský znak.

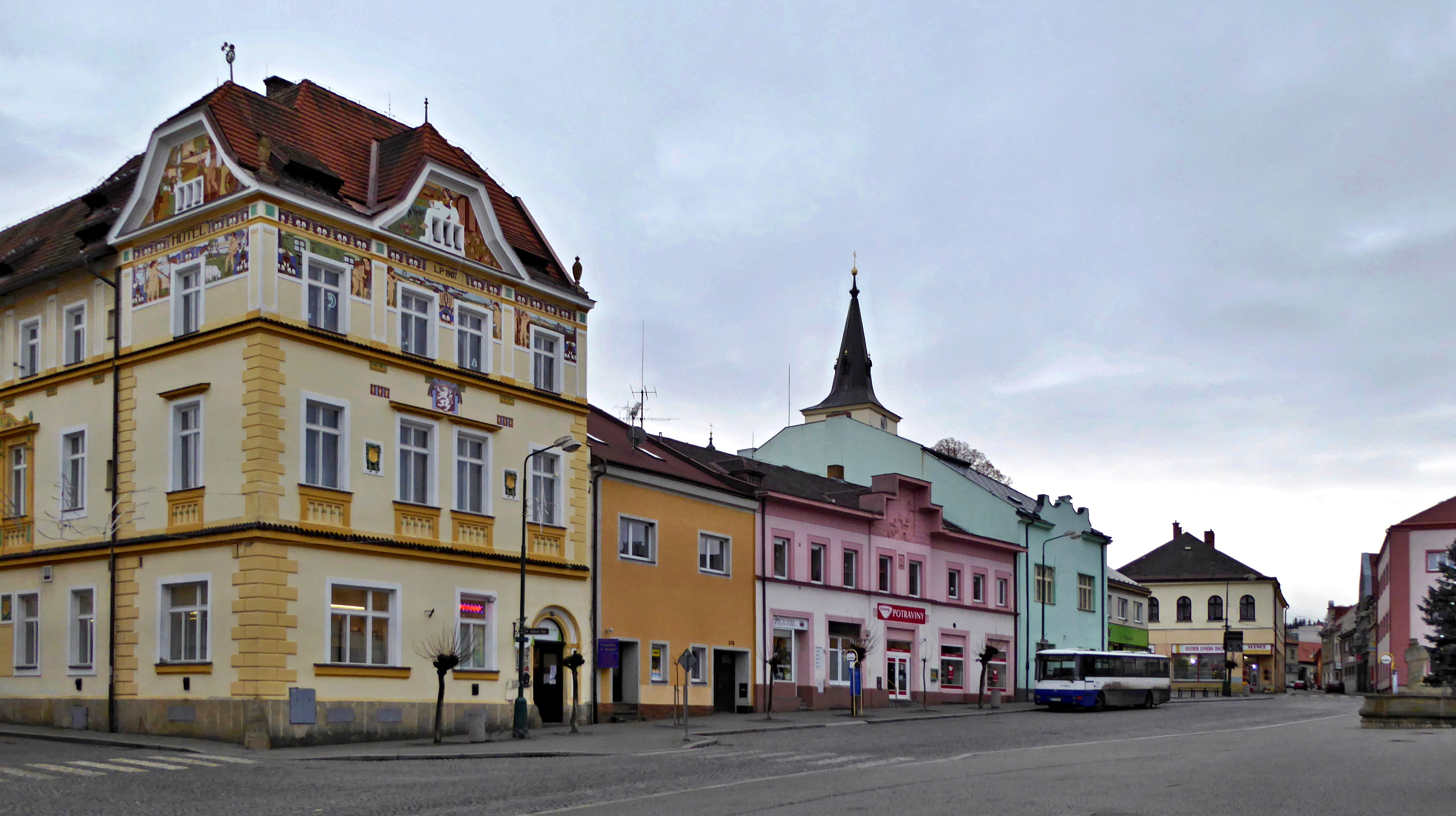
Palackého náměstí (východní část); přirozené centrum města, v řadě domů vyniká výškou i architektonicky bývalý „Okresní dům“, náměstí je též zastávkou autobusových spojů

Farnosti Skuteč a Lažany byly poprvé zmíněny v listině z roku 1350, týkající se tehdy nově vzniklého Biskupství litomyšlského a v té souvislosti zmíněné nejvýznamnější stavby v gotickém slohu, z prvopočátku existence města Skutče, kterou je kostel Nanebevzetí Panny Marie. V roce 1355 prodělal kostel úpravy provedené majiteli rychmburského panství (Beneš z Vartenberka a jeho žena Dorothea Berková z Dubé). V roce 1655 byl původně farní kostel i s farou povýšen na děkanský, později byl ve Skutči i vikariát. Kolem kostela byl až do roku 1815 hřbitov, poté se pohřbívalo u kostela Božího Těla a od roku 1834 na místě současného hřbitova v ulici Boženy Němcové.
Po Benešovi z Vartenberka přešlo panství s hradem Rychmburk a také Skutčí na pány z Pardubic, z nichž je známý Smil Flaška z Pardubic a Rychmburka. Po něm je pojmenované náměstí u kostela Božího Těla, postaveném u městského špitálu pro chudé. Smlouvu na stavbu kostela uzavřel Smil Flaška z Pardubic a Rychmburka v roce 1391 s Peškem Lutkou, stavitelem z Nového Města Pražského. Text smlouvy je uveden v Pamětní knize Nového Města Pražského.
Z roku 1483 pochází zpráva o rychtě vesnic skutečských, ke kterým patřily kromě jiných i Skutíčko, Radčice a Žďárec. Městské záležitosti ve Skutči spravovali purkmistr, konšelé a rychtář. Město drželo některá tehdejší práva, například právo hrdelní s popravištěm a katem, vlastnilo soud a pranýř na náměstí. Poslední poprava byla ve městě uskutečněna v roce 1765, dům kata s kamenným portálem (zobrazeným Karlem Liebscherem v publikaci „Hrady, zámky a tvrze království Českého“, díl Chrudimsko, autor český historik August Sedláček) stál v dnešní Heydukově, dříve Lažanské ulici. Město získalo i právo solní, od roku 1564 mělo právo jarmarku, v roce 1795 také jarmark s koňským trhem.
Za Filipa Josefa Kinského v době vlády Marie Terezie byl v roce 1792 zřízen ve Skutči magistrát, který mohl vydávat povolení k sňatku a také zřizovat hospody. V první polovině 19. století byl v habsburské monarchii přijat poprvé zákon se zásadami samosprávy s legislativní úpravou obecního zřízení (v březnu 1849 vyhlášený Prozatímní zákon obecní jako císařský patent č. 170/1849 ř. z. na území Rakouského císařství). Významně se dotkl i města Skutče. V roce 1850 se stala Skuteč sídlem okresního soudu (až do roku 1948) a berního úřadu. V roce 1866 se město stalo sídlem i samosprávného okresu, který byl zrušen v roce 1929 v době první Československé republiky.

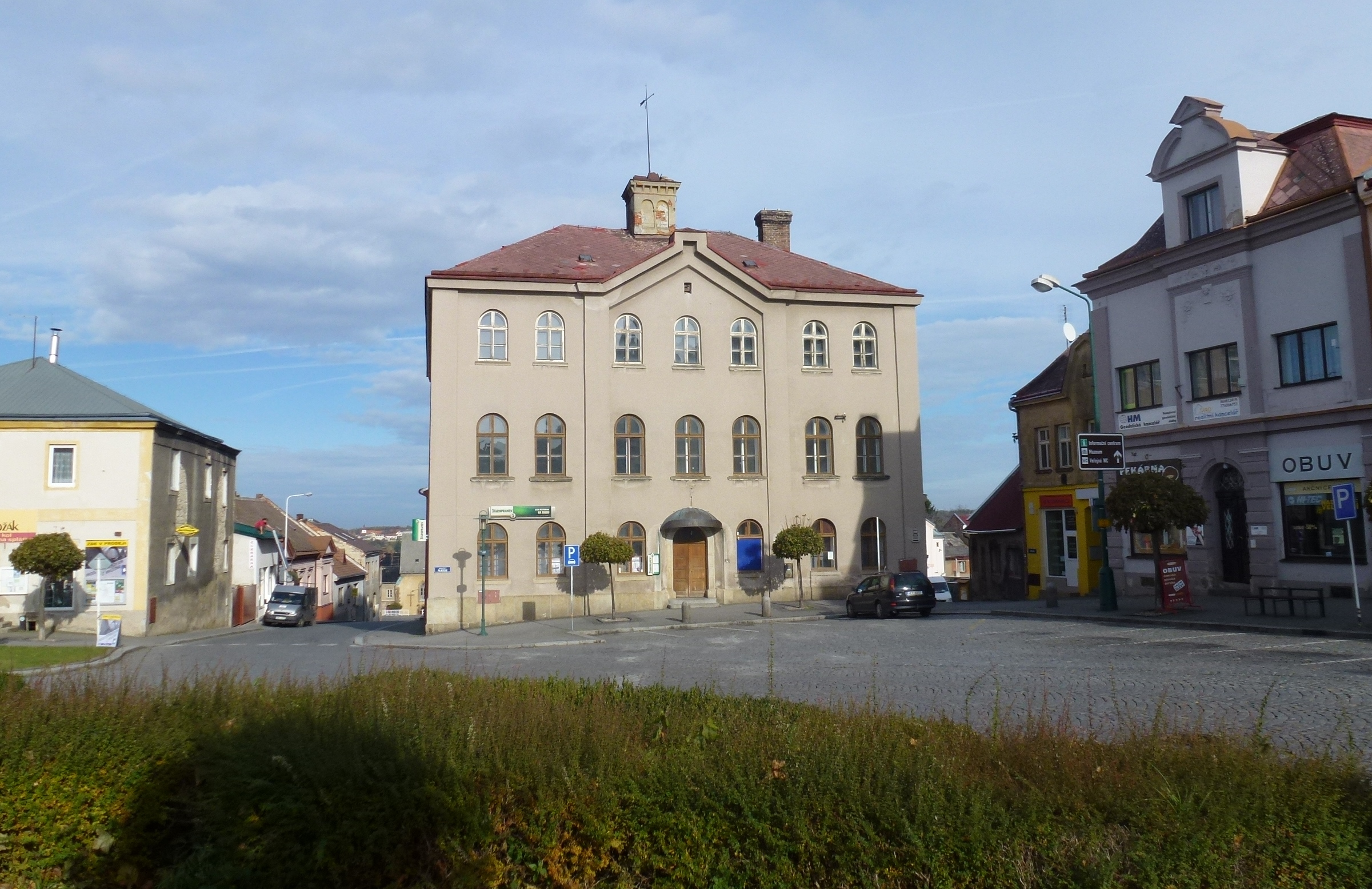
Palackého náměstí (severní část); plocha náměstí se mírně svažuje k ústí Smetanovy ulice, v historické budově v čele dolní části náměstí sídlil od roku 1853 bývalý okresní soud a berní úřad, ve 2. polovině 20. století domov mládeže tehdy Střední školy oděvní ve Skutči

Pro nově vzniklé instituce byla v roce 1853 postavena rozlehlá budova nazývaná dlouhé roky „soud“ i po jeho zrušení, stojící v severní části Palackého náměstí. Ve druhé polovině 20. století byla budova upravena na internát pro žáky středního učiliště krejčovského oboru.
Nově zřízený berní úřad ve Skutči fungoval až do roku 1949, než byl přemístěn do nedalekého Hlinska. Od roku 1991 přísluší město okresnímu finančnímu úřadu v Chrudimi a od roku 2013 krajskému finančnímu úřadu v Pardubicích.
V roce 1896 byla ve Skutči postavena sokolovna tehdejším spolkem Sokol, který šířil mezi obyvateli města vlastenecké cítění a hrdost na český národ. V roce 1935 byla sokolovna dále rozšířena a počátkem 60. let 20. století zrekonstruována na kulturní dům Sdruženého klubu pracujících ve Skutči. V roce 1963 v něm zahájilo promítání na tehdejší dobu moderní širokoúhlé „Kino Klub“. Promítalo se obvykle každou středu, v sobotu a neděli a kinosál byl využíván i zájezdovými divadly a ochotnickým spolkem ve Skutči.
Po zrušení sokolovny byla postavena v padesátých letech 20. století na tehdejší dobu moderní sportovní hala a v roce 1959 u ní vybudován i fotbalový stadion, z velké míry svépomocí samotných sportovců. Fotbalový klub ve Skutči byl založen již v roce 1919, v roce 1920 vzniklo první fotbalové hřiště a v roce 1926 byl skutečský oddíl fotbalu přijatý za člena Českého svazu fotbalového.
V době první Československé republiky měli občané ve Skutči zájem také na vybudování nemocnice. Počet stálých obyvatel města překročil pět tisíc a občané města (bratři Zvěřinové) věnovali ve třicátých letech 20. století na tento účel i dům v tehdejší Masarykově ulici (dnes Základní umělecká škola Vítězslava Nováka). Následující doba Protektorátu Čechy a Morava i poválečná situace záměr zřídit městskou nemocnici zmařily. Ze Skutče odešlo více než dva tisíce občanů (zejména za účelem dosídlování pohraničí v oblasti Liberce a Hejnic).

## Přírodní poměry

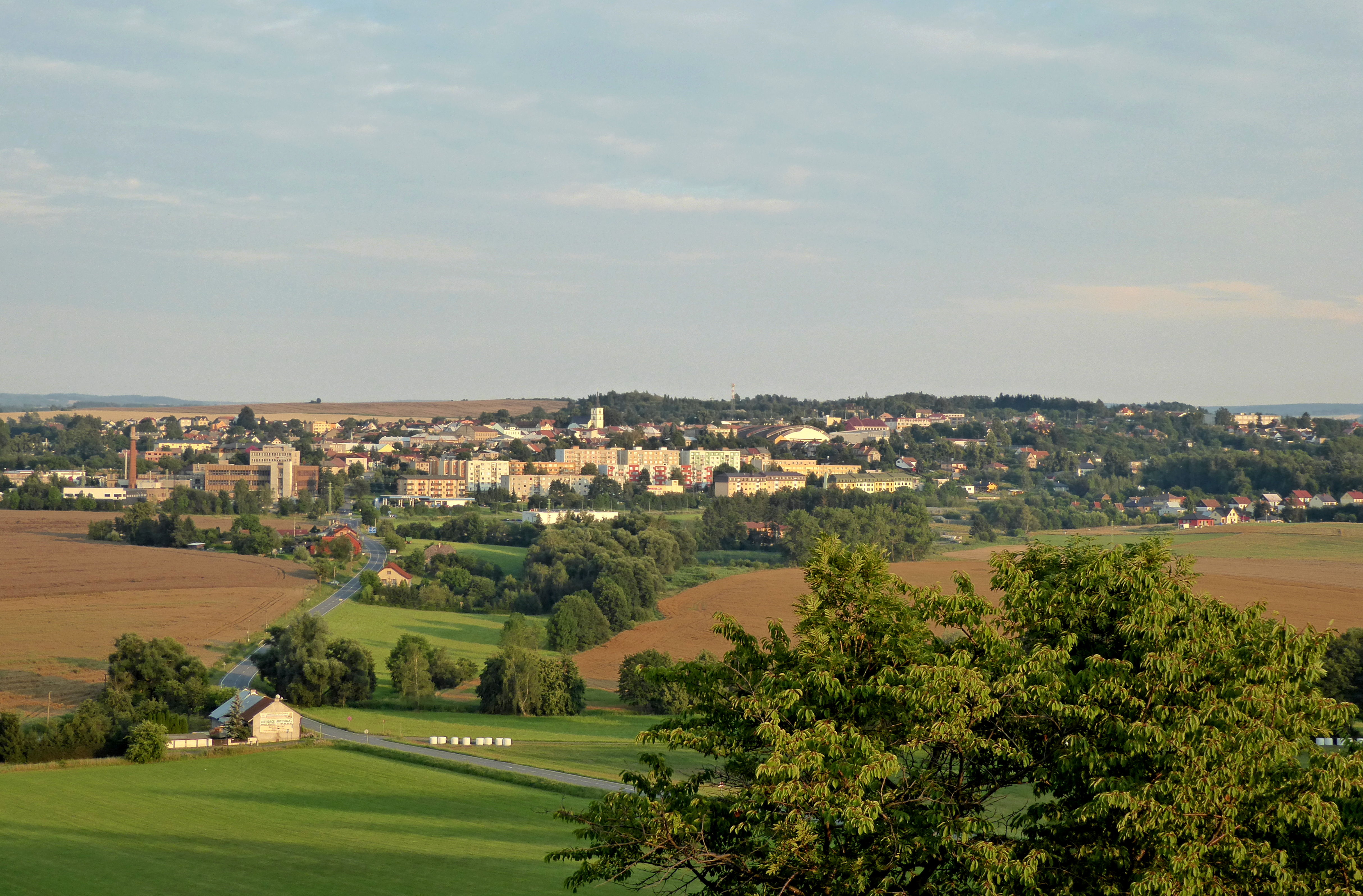
Skuteč v pohledu od Přibylova (sídelní lokality města); původní město leží na severním svahu bezejmenného návrší (výškový bod „Na hrobce“ 460,41 m n. m.) v mírně zvlněné krajině Skutečské pahorkatiny

Skuteč patří mezi větší města v okrese, jeho centrum leží zhruba devatenáct kilometrů jihovýchodně od Chrudimi a jedenáct kilometrů severovýchodně od Hlinska. Rozkládá se v mírně zvlněné krajině pahorkatiny v nadmořských výškách od 330 m zhruba na úrovni Anenského potoka v Anenském údolí do 460 m v katastru původního města u lomu Humperky (Česká státní trigonometrická síť uvádí trigonometrický bod s názvem Na hrobce a nivelací 460,41 m n. m.), v katastrálním území Radčice u Skutče dosahuje až do 478,9 m bezejmenného výškového bodu v lokalitě Za ranskou silnicí (nedaleko trigonometrického bodu s názvem Za silnicí a nivelací 477,45 m n. m.).
Město leží na rozhraní dvou krajinných oblastí, z větší části katastrálního území v severovýchodním podhůří Železných hor, v části pohoří s názvem Sečská vrchovina a severním okrajem ve Svitavské pahorkatině, v části Chrudimské a také Loučenské tabule.

### Geomorfologie
V rámci geomorfologického regionálního členění tvaru zemského povrchu (georeliéfu) Česka je katastrální území převážně součástí geomorfologického okrsku, jehož pojmenování je odvozeno od názvu města (Skutečská pahorkatina) a náleží do geomorfologického celku Železné hory. Severním okrajem katastru zasahuje Skuteč se sídelní lokalitou Přibylov a částmi obce s názvy Štěpánov, Zbožnov, Lhota u Skutče do oblasti Štěpánovské stupňoviny (i s jejím nejvyšším vrcholem Heráně 454 m n. m. nad Zbožnovem), také zvláště chráněným územím evropsky významné lokality a přírodní rezervace Anenské údolí. Štěpánovská stupňovina je součástí Chrudimské tabule a od Skutečské pahorkatiny ji odděluje přibližně koryto Anenského potoka, který pramení pod Lažany (část obce Skuteč). Z hlediska geomorfologie je Skutečská pahorkatina spolu s dalšími třemi okrsky (Kameničskou vrchovinou, Stružineckou pahorkatinou a Podhradskou kotlinou) skladebnou částí geomorfologického podcelku Sečská vrchovina.
Ve východní části katastrálního území Skutče protéká hlubokým údolím řeka Krounka v přírodním parku Údolí Krounky a Novohradky, korytem řeky odděluje Skutečskou pahorkatinu od Novohradské stupňoviny (součást Loučenská tabule geomorfologického celku Svitavská pahorkatina). V lokalitě nad Krounkou leží část obce s názvem Zhoř na katastrálním území Hněvětic.
Nad soutokem potoka Raná s řekou Žejbro leží část obce s názvem Žďárec u Skutče se dvěma sídelními lokalitami (Žďárec a Žďárec u nádraží). Nad zástavbou Žďárce u Skutče (nad údolím řeky Žejbro) leží vrchol s nadmořskou výškou 473 m a pomístním jménem (anoikonymum) Durkův kopec, který náleží mezi nejvyšší body na katastrálním území Skutče. Nejvyšším bodem je bezejmenný výškový bod 478,9 m n. m. na zemědělsky obdělávaném poli nad polesím Hesiny v katastrálním území Radčice u Skutče.

### Národní geopark Železné hory

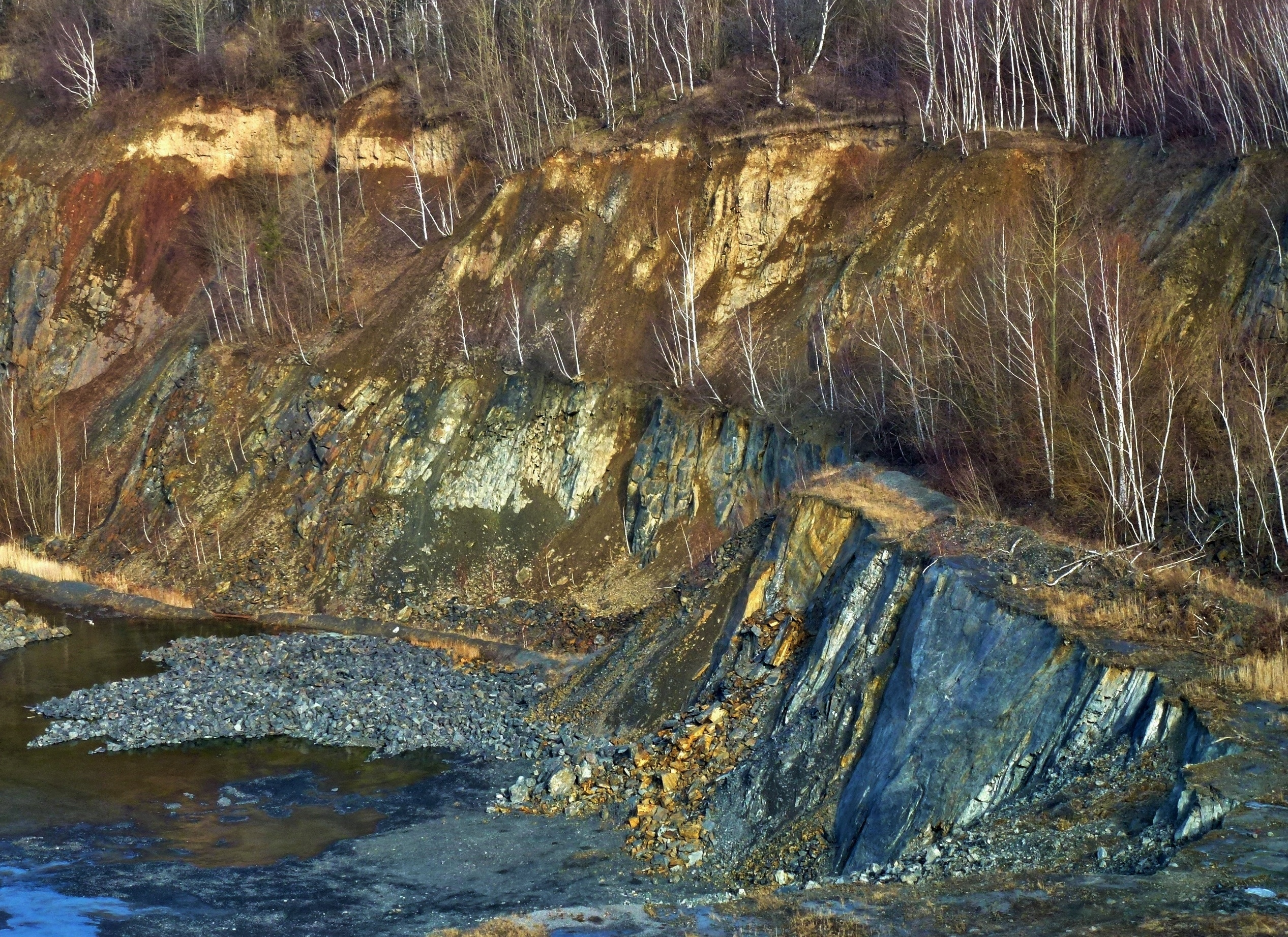
Kamenolom Humperky; významná geologická lokalita Národního geoparku Železné hory na území města, v místě dobývací jámy byl původně nejvyšší bod návrší s nadmořskou výškou 469 m

Geologické podloží v oblasti Skutče tvoří vícero hornin: granit, diorit, granodiorit, slepenec, droba, břidlice, křemenný pískovec u Skutíčka, písčito-hlinitý sediment v okolí Anenského potoka a také písek a štěrk v místě rybníků (Konopáč, retenční nádrže pod Štěpánovem a Zbožnovem).
Na katastrálním území města se nachází geologicky významné lokality (Humperky, Malhošť, Přibylov, Skutíčko), které jsou součástí Národního geoparku Železné hory. Informační stanoviště geoparku s názvem Zbožnov (pro geoturistiku) je vybudováno na plošině za horní hranou čelního svahu kuesty Štěpánovské stupňoviny, nad částí Přírodní rezervace Anenské údolí a evropsky významné lokality při místní komunikaci Štěpánov – Zbožnov.
Západně od městského centra Skutče leží zalesněné návrší Horka s činným kamenolomem Litická a mnoha bývalými lomy, většinou zatopenými spodní vodou. Místní lokalitou, pomístně také označovanou jako lesopark, je vedena naučná Žulová stezka Horkami. V roce 2017 byly zahájeny další úpravy spolufinancované Programem rozvoje venkova České republiky a Evropské unie (zkvalitnění cest, bezpečnostní prvky, informace pro tzv. chytré telefony).
V geologicky významné lokalitě Skutíčko byl v tzv. křídovém uhlí nalézán i jantar, mineralizovaná pryskyřice třetihorních jehličnanů.

### Anenské údolí

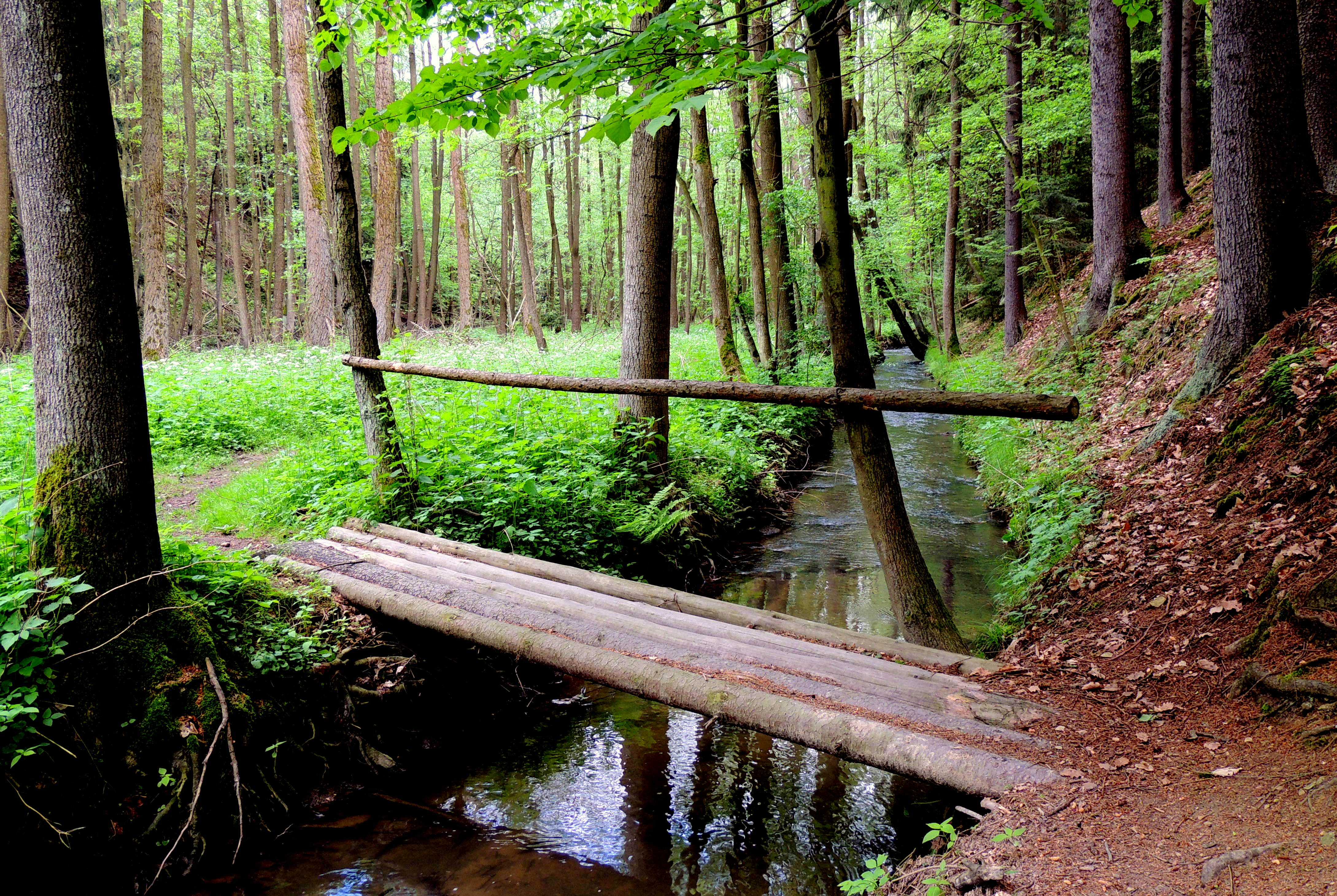
Anenské údolí protékané Anenským potokem; přírodní rezervace a evropsky významná lokalita s krajinářsky cenným územím má dvě části ležící na katastru města Skuteč

Severně od centra města proráží Anenský potok svahy Štěpánovské stupňoviny, místy kolem 40 m vysoké, do Anenského údolí. Geomorfologické útvary, svah Štěpánovské stupňoviny (v turistických mapách uváděný též jako Štěpánovské stráně) a údolí kolem Anenského potoka, jsou chráněny jako přírodní rezervace Anenské údolí.
Krajinářsky hodnotný Anenský potok s části meandrujícím korytem v hlubokém údolí byl ve značných úsecích napřímen. Údolí hostí rostlinná společenstva mezofilních lesů, přípotočních olšin, vlhkých luk i suchomilných trávníků s výskytem ohrožených druhů rostlin a živočichů. Evropsky významnou lokalitu a přírodní rezervaci spravuje Agentura ochrany přírody a krajiny ČR prostřednictvím Regionálního pracoviště Východní Čechy.
Zhruba uprostřed Anenského údolí byla v roce 1831 postavena kaple, jejíž patronkou se stala svatá Anna. Pod kaplí vyvěrá z puklin opukového kamene železitý pramen vody, který údajně nikdy nezamrzá. Místo je významnou hydrogeologickou lokalitou, v údolí jsou provedeny hluboké vrty, ze kterých je čerpána voda pro Skuteč. Stávaly zde i malé vodní lázně, ještě v roce 1920 se uvádí, že Anenské údolí s kaplí sv. Anny u Skutče je poutní místo s vanovými a parními lázněmi a užívá se tam pramen železito-vápenaté vody. Nedaleko kaple byl provozován i výletní hostinec a pořádaly se tu poutě.
V průběhu šedesátých a sedmdesátých let 20. století pořádal tehdy skutečský Automotoklub bývalé organizace Svazarmu v Anenském údolí každoročně motokrosové závody na úrovni mistrovství tehdejší ČSSR. Na svazích údolí jsou patrné stopy po motokrosové trati.

## Obyvatelstvo
| Rok            | 1869  | 1880  | 1890  | 1900  | 1910  | 1921  | 1930  | 1950  | 1961  | 1970  | 1980  | 1991  | 2001  | 2011  | 2021  |
| -------------- | ----- | ----- | ----- | ----- | ----- | ----- | ----- | ----- | ----- | ----- | ----- | ----- | ----- | ----- | ----- |
| Počet obyvatel | 5 362 | 5 592 | 5 834 | 6 605 | 6 981 | 6 539 | 6 658 | 5 013 | 5 270 | 5 220 | 5 387 | 5 206 | 5 344 | 5 183 | 5 036 |
| Počet domů     | 973   | 1 001 | 855   | 869   | 945   | 983   | 1 128 | 1 179 | 1 119 | 1 107 | 1 097 | 1 294 | 1 338 | 1 377 | 1 444 |

## Městská správa
Celková rozloha 3 540,4 ha je složena z jedenácti katastrálních území s názvy (výměrami – sídelními lokalitami): Skuteč (842,9375 ha – Skuteč a Přibylov), Hněvětice (434,9814 ha – Borek a Hněvětice), Lažany u Skutče (179,3661 ha), Lešany (259,219 ha), Lhota u Skutče (278,676 ha), Nová Ves u Skutče (140,387 ha), Radčice u Skutče (331,7442 ha), Skutíčko (289,0874 ha), Štěpánov u Skutče (392,0469 ha), Zbožnov (183,5691 ha), Žďárec u Skutče (208,2326 ha – Žďárec a Žďárec u nádraží).
Katastrální území Lešany přímo nehraničí s ostatními částmi města, mezi Lešany a Skutčí leží samostatná obec Předhradí s hradem Rychmburk, který byl v minulosti sídlem rychmburského panství.
Počet obyvatel byl k 1. lednu 2017 celkem 5 053 osob (2 473 mužů, 2 580 žen) s průměrným věkem 43,1 let, žijících ve čtrnácti základních sídelních jednotkách: Skuteč (sídelní lokality Skuteč a Přibylov), Hněvětice (sídelní lokality Borek a Hněvětice), Lažany u Skutče, Lešany, Lhota u Skutče, Nová Ves u Skutče, Radčice u Skutče, Skutíčko, Štěpánov u Skutče, Zbožnov, Žďárec u Skutče (sídelní lokality Žďárec a Žďárec u nádraží).
Skuteč náleží do správního obvodu obce s rozšířenou působností Chrudim. Městský úřad Skuteč vykonává agendy v určeném rozsahu v působnosti pověřeného obecního úřadu, správní obvod tvoří katastrální území obcí Bor u Skutče, Hluboká, Leštinka, Luže, Mrákotín, Perálec, Proseč, Prosetín, Předhradí, Skuteč, Střemošice, Vrbatův Kostelec a Zderaz. Pro obce je město přirozeným spádovým centrem.

### Části města
Postupným vývojem z malých osad vznikala venkovská sídla typu vesnic původně jako samostatné obce v okolí Skutče. Město bylo pro okolní obce přirozeným spádovým centrem s potřebnými obchody a službami. V novodobé historii se na základě zákona o obecním zřízení některé z okolních samostatných obcí přičlenily k městu Skuteč. Z přidružených obcí (i původního města) se staly ve smyslu Zákona č. 128/2000 Sb. o obcích (obecní zřízení) části obce (města), dříve označované jako místní části.
Město má celkem třináct částí, samotná Skuteč je ve smyslu Zákona č. 128/2000 Sb. o obcích (obecní zřízení) také název části obce (města). Dalších dvanáct částí s názvy Borek, Hněvětice, Lažany, Lešany, Lhota u Skutče, Nová Ves, Radčice, Skutíčko, Štěpánov, Zbožnov, Zhoř a Žďárec u Skutče jsou charakterem sídla vesnicemi administrativně přičleněnými k původnímu městu a společně se Skutčí tvoří jednu obec s postavením města.

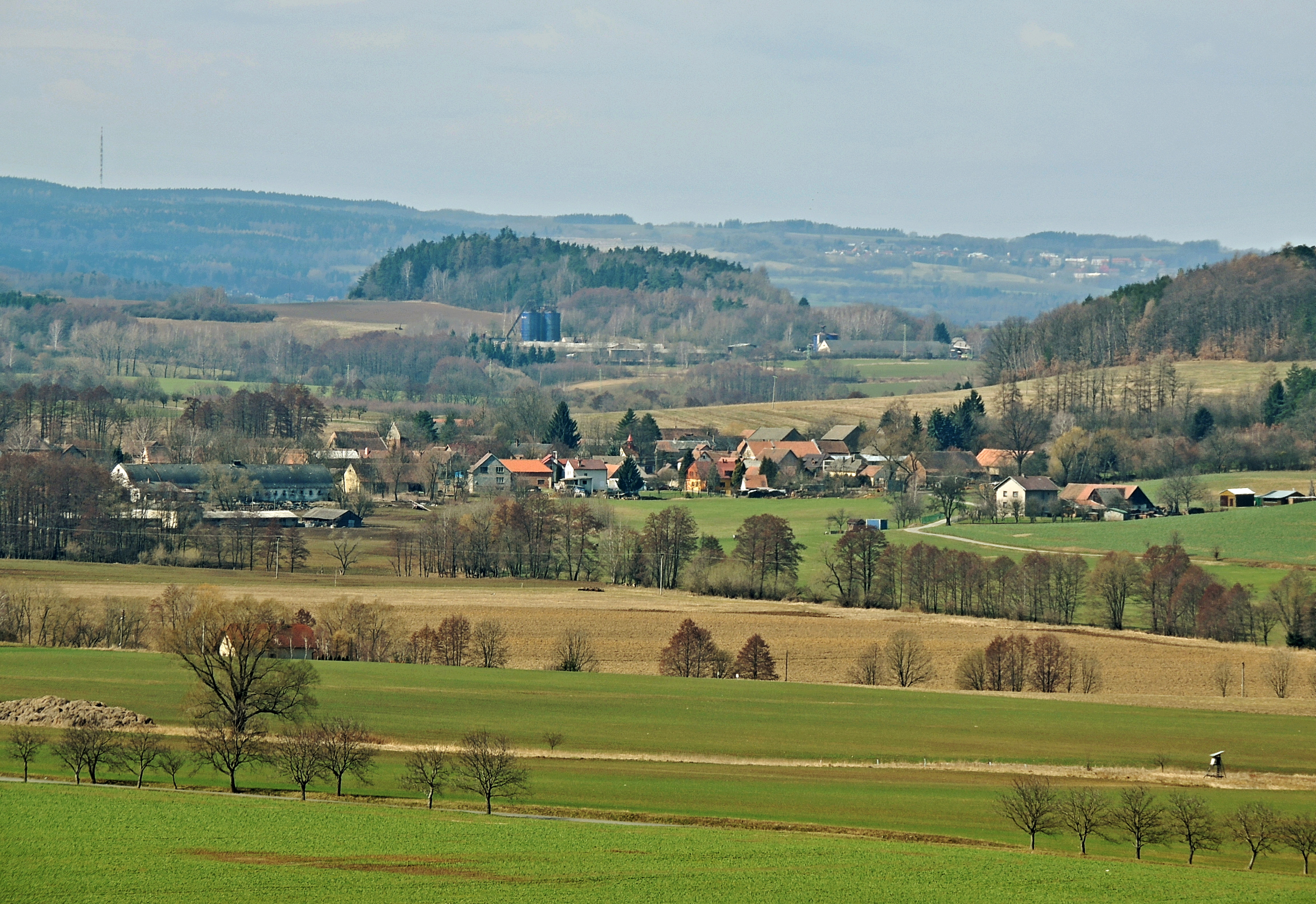
Skutíčko, část obce (města) v krajině Skutečské pahorkatiny; severozápadně od centra Skutče leží charakterem sídla vesnice, která náleží mezi nejstarší sídelní útvary v oblasti spolu se Skutčí, v pozadí hřeben Železných hor kolem Nasavrk

### Městské symboly
Vlajka byla městu udělena rozhodnutím předsedy Poslanecké sněmovny Parlamentu České republiky dne 31. května 2005.

## Hospodářství
Město bylo ve 20. století výrazně spojeno s obuvnickou tradicí podniku Botana, od roku 1963 produkující obuv pod mezinárodně známou značkou Botas, Východočeským průmyslem kamene těžícím v několika lokalitách tzv. skutečskou žulu (na katastrálním území obce s lomy Humperky a Litická) a menšími průmyslovými firmami, například na výrobu součástí jízdních kol (pod značkou LAS, později Eska a Velamos) a textilní konfekce (Pragoděv).
Ve městě pokračovala v 21. století například výroba obuvi (BOTAS), kameniva (Granita), textilu (SINTEX) a menší firmy, včetně obchodů a služeb.
V oblasti vodohospodářské má Skuteč od roku 2000 vlastní společnost Městské vodovody a kanalizace s roční výrobou pitné vody v objemu zhruba 220 000 m³, vlastním hlubinným vrtem a úpravnou vody v Anenském údolí. Na vodovodní síť jsou napojeny části obce Lažany, Lešany, Lhota u Skutče, Nová Ves, Radčice, Skutíčko, Štěpánov, Zbožnov a Žďárec u Skutče, pro Hněvětice je voda nakupována a dodávaná z vodovodní sítě obce Perálec.
V rámci čistírny odpadních vod, která vyčistí zhruba 350 000 m3 kalů ročně, byla v roce 2011 zřízena veřejná kompostárna bioodpadu.

### Služby
Město Skuteč je zřizovatelem Senior Centra pro zajištění sociální pomoci starým a zdravotně postiženým občanům s domovem pro seniory, osoby se zdravotním postižením a s pečovatelskou službou v terénu. Skuteč má vlastní Městskou policii se smluvní působností i na území měst Luže a Proseč a provozuje útulek pro psy.
Významná je činnost Sboru dobrovolných hasičů Města Skutče, založeného v roce 1875, s technickým zázemím požární zbrojnice v ulici Rubešova. V roce 2000 získal ocenění v podobě praporu „Bližnímu ku pomoci, vlasti ku prospěchu“.

## Doprava
Dopravě na území města slouží několik pozemních komunikací, nejvýznamnější je silnice II/358, dvě železniční tratě (č. 238 a č. 261) a také veřejné vnitrostátní letiště.

### Silnice

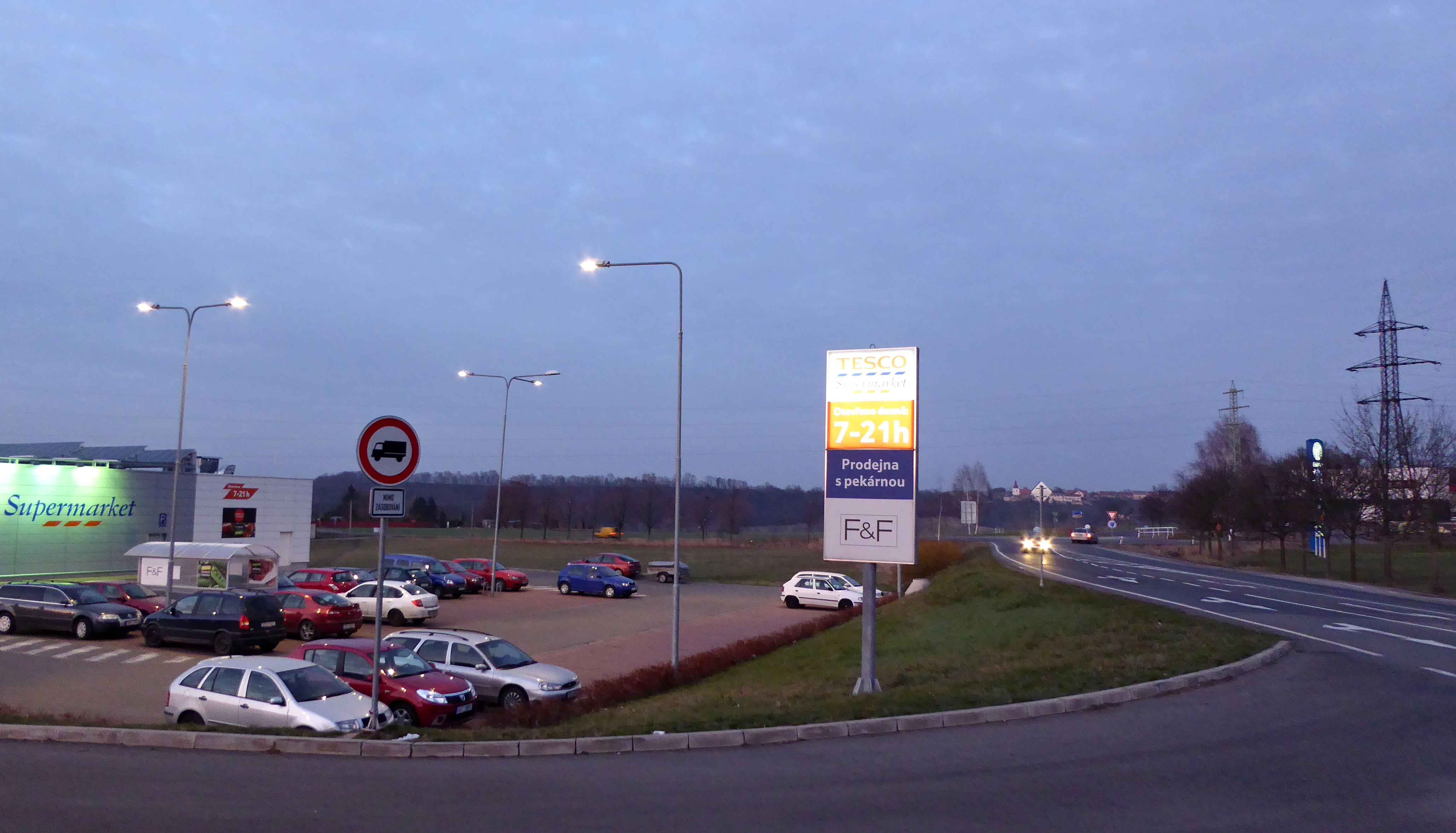
Obchvatová pozemní komunikace města; silnice II/358 je od Přibylova zaústěna do kruhového objezdu a pokračuje mezi nákupním centrem a obytnou zástavbou obchvatem mimo centrum města, výrazně zrychluje průjezd městem a současně zvyšuje bezpečnost silničního provozu

Síť silnic procházejících městem a v jeho okolí uvádí mapa silniční a dálniční sítě České republiky. Skuteč leží na 17,4 km trasy silnice II. třídy č. 358 vedoucí ze Slatiňan, kde odbočuje ze silnice I. třídy č. 37 ve směru Chrast, Skuteč, Předhradí (silnice II/354), Zderaz (silnice II/359), Nové Hrady (silnice II/357), Litomyšl (silnice I/35, II/360), Česká Třebová, kde končí zaústěním do křižovatky se silnicí I/14.
Silnice II/358 se silným provozem, vedená od sídelní lokality Přibylov, pokračovala původně centrem města. Koncem osmdesátých let 20. století byla proto ve Skutči vybudována obchvatová pozemní komunikace pro nákladní a dálkovou dopravu. Výstavbou nákupního centra u obchvatové silnice vzrostl i dopravní provoz a její přecházení chodci, pro které byl vybudován přechod. Pro posílení bezpečnosti na pozemních komunikacích byla v roce 2016 obměněna na území města i velká část svislých dopravních značek za nové, s reflexními prvky, které zajišťují výraznější viditelnost v nočních hodinách i za snížené viditelnosti a v sídelní lokalitě Přibylov instalován stacionární měřič rychlosti silničních vozidel na příjezdu od Podlažic.
Ve Skutči je silnice II/358 součástí obchvatové komunikace s názvy Obchvatová a Nádražní, do které jsou zaústěny:
- Silnice II/305 z obcí Luže (silnice II/356), Stradouň (silnice I/17), Jaroslav (silnice I/35), Borohrádek (silnice I/36), Týniště nad Orlicí (silnice I/13), celkem 38 km dlouhá.
- Silnice II/337 z obcí Vrbatův Kostelec, Louka (silnice II/355), Miřetice, Nasavrky (silnice I/37), Seč (silnice II/340), Ronov nad Doubravou, Žleby, Čáslav (silnice II/338, II/339, I/17, I/38), Uhlířské Janovice (silnice II/125), celkem 80 km dlouhá.
- Silnice II/306 do obcí Prosetín – Dřeveš (silnice II/355), celkem 5,6 km dlouhá.

Silnice III. třídy spojující části města a některé okolní obce:
- Silnice III/35829 z Palackého náměstí ve Skutči směrem Zbožnov (silnice III/30536 Štěpánov – silnice III/35830 lesní lokalita Borek) – Lhota u Skutče
- Silnice III/3062 Žďárec u Skutče – železniční stanice Žďárec u Skutče – Malinné – Mrákotín
- Silnice III/3063 odbočuje ze silnice III/3062 ve Žďárci u Skutče směr Radčice – Oldřetice
- Silnice III/3064 spojující železniční stanici Žďárec u Skutče se silnici II/306 z centra města do Prosetína
- Silnice III/3065 ze silnice II/306 v místní lokalitě V lázních směrem Žďárec u Skutče

Dopravní obslužnost autobusy
Autobusová doprava zahájila přepravu cestujících ve Skutči již v roce 1913 po trasách do měst Luže a Proseč. Autobusová zastávka byla zřízena na dnešním Palackého náměstí a v průběhu dalších let vystřídala i další místa (například Tylovu ulici nebo tehdy nezastavěnou plochu mezi ulicí Sadová a Československé armády). Palackého náměstí se svojí průjezdností do různých směrů (Chrudim – silnice II/358, Luže – silnice II/305, Litomyšl – silnice II/358 , Proseč – silnice II/359, Krouna – silnice II/354, Prosetín, Hlinsko – silnice II/306, Vrbatův Kostelec – silnice II/337) stalo výhodnou autobusovou zastávkou přímo v centru města.
Autobusová doprava zajišťuje (zpravidla pouze v pracovní dny) spojení s okresním městem Chrudim, se sídly v regionu (například Hlinsko, Vysoké Mýto, Litomyšl, Polička, Uhersko, Dašice), v blízkém okolí (například Chrast, Luže, Střemošice, Zderaz, Perálec, Lažany, Předhradí, Hněvětice, Proseč u Skutče, Nové Hrady, Mrákotín, Miřetice, Vrbatův Kostelec) a částečně nahrazuje omezený provoz železnice na regionální trati 261 Svitavy – Žďárec u Skutče, (například do obcí Krouna, Čachnov, Pustá Kamenice, Borová u Poličky).
Dálkové autobusové spoje zajišťují dopravu na trasách vedených přes Skuteč, například do krajského města Pardubice a také do měst Hradec Králové, Jičín, Mladá Boleslav, Česká Lípa, Ústí nad Labem, Teplice na trase z Poličky.

### Železnice

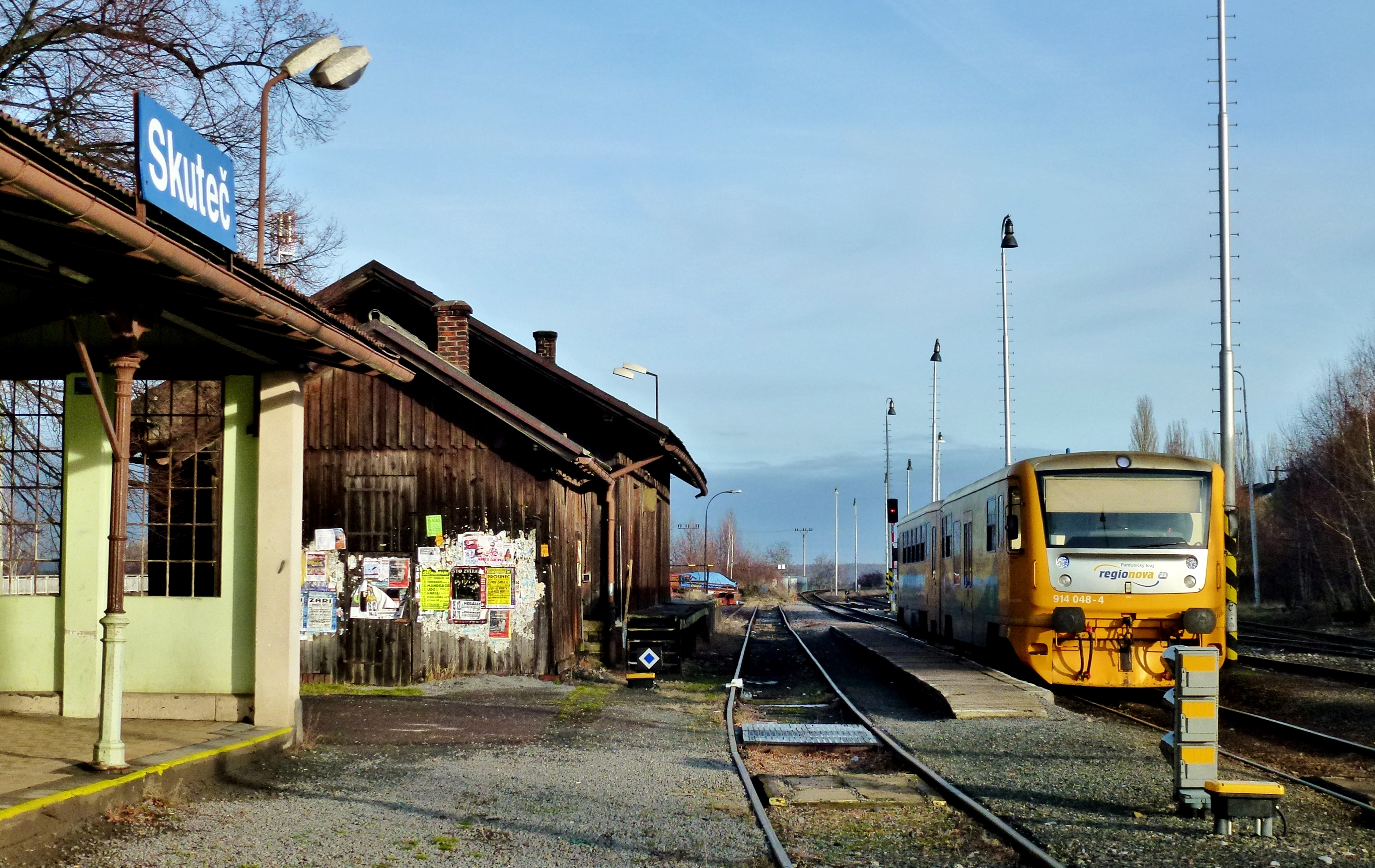
Železniční stanice Skuteč; na železniční trati č. 261 (Svitavy – Žďárec u Skutče), provozované Správou železniční dopravní cesty, má podle jízdního řádu nízkou dopravní obslužnost na počet denních vlakových spojů národního dopravce České dráhy.

Katastrálním územím Skutče jsou vedeny dvě železniční tratě:
- Železniční trať Pardubice – Havlíčkův Brod (trať 238)[54] se železniční stanicí Žďárec u Skutče, dříve Skuteč. Provoz na železniční trati byl zahájen již v roce 1871, železniční stanice je na trati číslo 238 průjezdná a pro železniční trať číslo 261 koncová (na 52,829 km její délky ze Svitav). Pravidelnou osobní dopravu na železniční trati zajišťuje dopravce České dráhy (ČD), v úseku Pardubice – Hlinsko v Čechách jsou nasazeny vlakové motorové jednotky řady 814 s názvem Regionova a také moderní vlaková motorová jednotka řady 844 s názvem RegioShark.
- Železniční trať Svitavy – Žďárec u Skutče (trať 261)[53] na 49,537 km se železniční stanicí Skuteč, dříve Skuteč město. Provoz na regionální železniční trati byl zahájen 15. 9. 1896 v úseku Svitavy – Polička a o rok později dne 6. 10. 1897 mezi Poličkou a tehdy železniční stanicí Skuteč (dnes Žďárec u Skutče). Pravidelnou osobní dopravu na železniční trati zajišťuje dopravce České dráhy (ČD) motorovými jednotkami řady 814 s názvem Regionova.

Provozovatelem obou železničních tratí (238 i 261) se po vzniku Československa staly Československé dráhy a od 1. ledna 1925 Československé státní dráhy (ČSD).
V letech 2008–2010 byla provedena racionalizace železniční trati 261 (Svitavy – Žďárec u Skutče), v rámci které bylo vybudováno nové staniční zabezpečovací zařízení jak na trati, tak i v železničních stanicích Skuteč a Žďárec u Skutče a na přejezdech pozemních komunikací. Zabezpečovací zařízení je dálkově ovládáno z obslužného pracoviště v železniční stanici Svitavy, náhradní pracoviště bylo vybudováno v železniční stanici Žďárec u Skutče, kde bylo instalováno také elektronické stavědlo železniční cesty. Přejezdová zabezpečovací zařízení mají diagnostiku pro vyhodnocení situace na přejezdu a případné mimořádné události na něm. Celá železniční trať je vybavena radiovým spojením s možností zastavit vlak v kterémkoliv místě železniční trati. Touto technologií je zabráněno mimořádným událostem, jako byla například železniční nehoda u Krouny motorového vlaku vypraveného dne 24. 6. 1995 ze stanice Skuteč.
Dopravní obslužnost osobními vlaky
Rozhodnutím Pardubického kraje neměla být na železniční trati Svitavy – Žďárec u Skutče, v úseku Pustá Kamenice – Čachnov – Krouna – Předhradí – Skuteč – Žďárec u Skutče od konce roku 2011 provozována pravidelná osobní doprava. Po krajských volbách v roce 2012 změnil Pardubický kraj koncepci dopravy a v roce 2013 znovu objednal každodenní provoz i v úseku Pustá Kamenice – Žďárec u Skutče v omezeném rozsahu oproti dřívějším rokům.

### Letiště

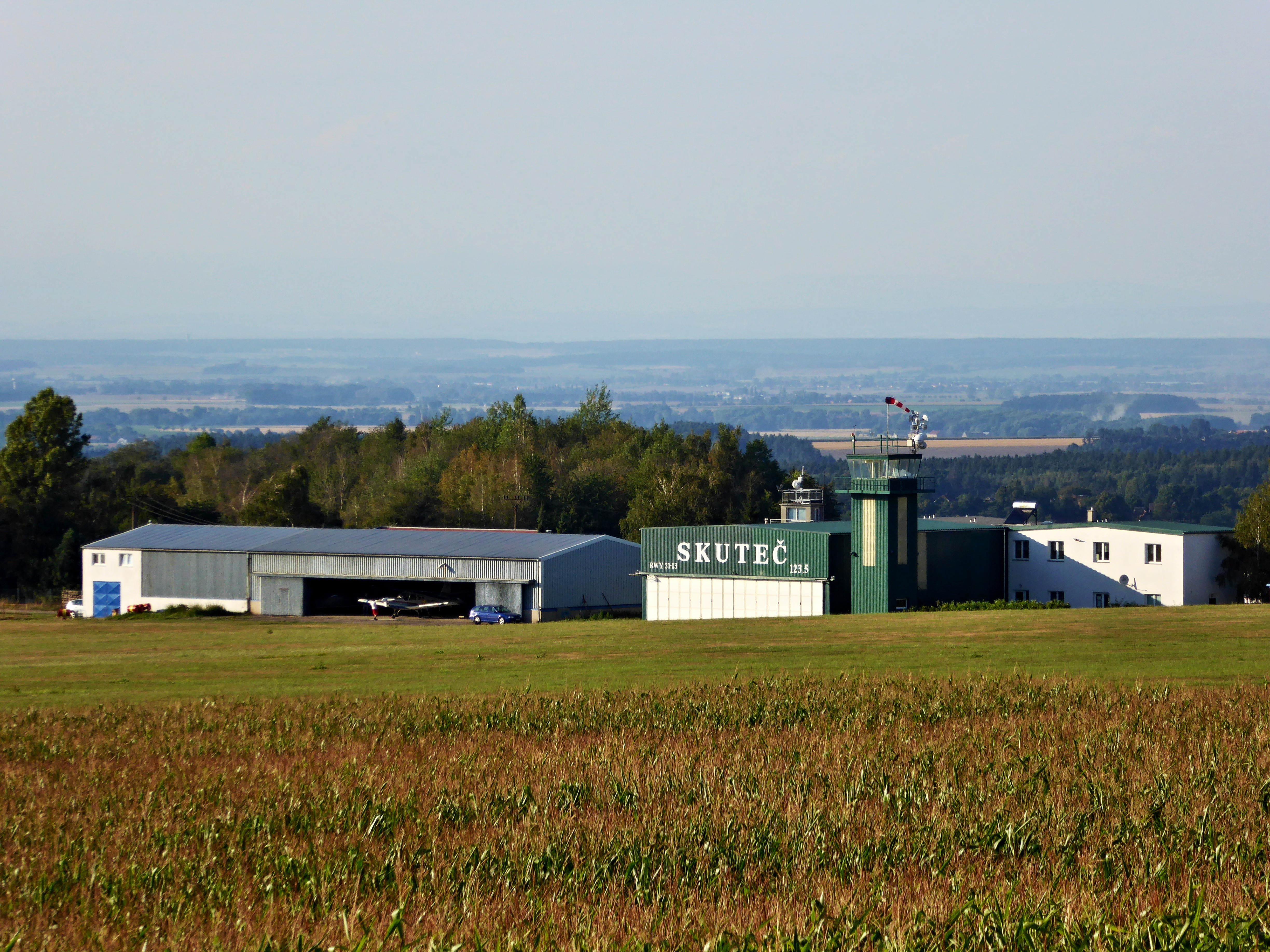
Veřejné vnitrostátní letiště Skuteč; vzniklo v letech 1937–1939 původně jako vojenské polní letiště rozhodnutím Československé armády, po roce 1990 proběhla výstavba nového stavebně-technického zázemí a kolaudace na veřejné vnitrostátní letiště

Ve Skutči je veřejné vnitrostátní letiště s ICAO kódem letiště LKSK a travnatou letištní plochou, provozovatelem je Aeroklub České republiky ve Skutči.
Vznik letiště se pojí s událostmi v Evropě ve třicátých letech 20. století, především s vojenským ohrožením Československa se strany Třetí říše. Na bezejmenném návrší v lokalitě Žďárecké a na katastrálním území obce Předhradí v části Dolívka, někdy označované jako vzdálenější lokalita Šenkýřka, bylo vybráno tehdejší Československou armádou území s vhodným terénem pro výstavbu základny pro posilové letecké jednotky zahraničních armád. V roce 1937 byla zahájena výstavba letištní plochy a technického zázemí pro personál letiště. Současně v prosinci téhož roku započala nedaleko letiště, na konci ulice Vilibalda Svobody, výstavba strojírny pro předpokládaný opravárenský servis leteckých motorů. Stavbu realizovala v soukromém podnikatelském záměru firma LAS, z řad bývalých zaměstnanců firmy Walter v Jinonicích a později Autfit v Praze pocházelo technické vedení firmy, které mělo zkušenosti s přesnou strojírenskou prací, včetně leteckých motorů. Po dostavbě tovární haly v roce 1938 nejprve zahájilo z nakupovaných součástí montáž jízdních kol. Stavba letiště byla dokončena až následující rok 1939, ve kterém také došlo k německé okupaci Čech, Moravy a Slezska (zbytku bývalého Československa). Nové letiště bylo obsazeno letectvem německé armády (Luftwaffe), která realizovala dostavbu provozních budov pro účely leteckých škol dislokovaných v Pardubicích. Po vypuknutí II. světové války byl od roku 1942 zahájen i opravárenský servis motorů pro německou brannou moc (Wehrmacht) ve firmě LAS až do osvobození Československa v květnu roku 1945.
V roce 1945 byl založen Aeroklub Skuteč a v roce 1953 byly ve Skutči uspořádány první závody v bezmotorovém létání. V roce 1966 byl provoz letiště, svého druhu největší ve východních Čechách, rozhodnutím státních orgánů zrušen. Letištní plocha a budovy byly předány do užívání zemědělským organizacím.
Dne 21. srpna 1968 bylo letiště v ranních hodinách obsazeno vrtulníkovou jednotkou v rámci invaze vojsk tehdejší Varšavské smlouvy do bývalé Československé socialistické republiky.
Činnost Aeroklubu ČR ve Skutči byla plně obnovena až po roce 1989 a znamenala výstavbu nových provozních budov a vznik veřejného vnitrostátního letiště.

### Turistické trasy

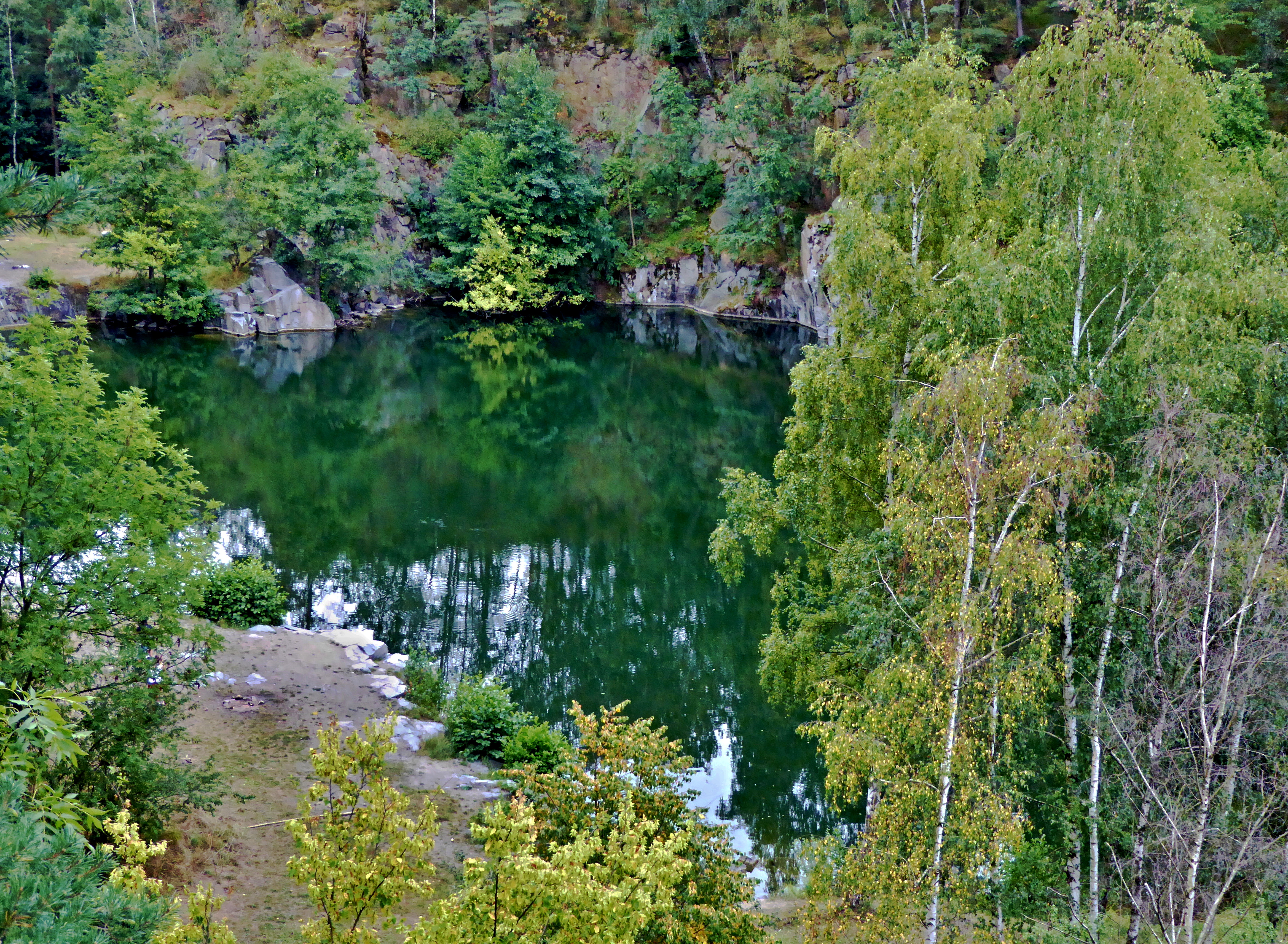
Žulová naučná stezka Horkami; z turistické zeleně značené trasy Klubu českých turistů vedené z centra města do zalesněné lokality návrší Horka jsou dostupné mnohé zatopené bývalé kamenolomy prezentované naučnou stezkou

Katastrálním územím Skutče jsou vedeny tři turistické značené trasy a naučná stezka:
- Zelená trasa (Ležáky – Vrbatův Kostelec – Skuteč – Košumberk – Luže);[59] úsek na území Skutče od sestupu (400 m n. m.) po svahu Štěpánovské stupňoviny do údolí (350 m n. m.) ke Skutíčku (významná geologická lokalita, kaple sv. Jana Nepomuckého), lesopark na návrší Horka (mnoho bývalých a zatopených kamenolomů, mezi rozcestníky Kamenný val – Kozí hrádek – Pod Fimberkem vedena se žlutě značenou naučnou Žulovou stezkou Horkami), historické centrum města (budova ZŠ Komenského s pamětní deskou její bývalé žákyně Marie Hrdé z osady Ležáky, vypálené nacisty v době II. světové války, pomníky obětem I. a II. světové války, Palackého náměstí s budovou bývalé obecné školy, dnes Městským úřadem, neobarokní kašnou se sochou sv. Jana Nepomuckého, Mariánským sloupem), Rybičkova ulice (Regionální muzeum), ulice Boženy Němcové (hřbitov založený v roce 1834), rozcestník Malhošť (žlutá trasa), dříve přírodní rezervace, dnes významná geologická lokalita Malhošť[28] s Anenským potokem, lesní lokalita Borek pod vrchem Heráně (454 m n. m.), nejvyšším bodem Štěpánovské stupňoviny, rozcestník Nad Krounkou (červená trasa), Lhota u Skutče (kaple sv. Petra a Pavla). Z turistické zeleně značené trasy jsou v historickém centru města dostupné po místních komunikacích místa s dalšími pamětihodnosti Skutče.
- Žlutá trasa (turistický rozcestník Malhošť – Zbožnov – Košumberk);[59] od významné geologické lokality Malhošť s Anenským potokem přes Zbožnov s kaplí Nejsvětější Trojice do lesní lokality Bukovina. Ze Zbožnova po silnici na Štěpánov je dostupné informační bezobslužné stanoviště Národního geoparku Železné hory s ukázkami hornin na území Skutečské pahorkatiny, které je také rozhledovým místem s vyhlídkou na Skuteč. Polní cesta (bez turistického značení) ve směru toku Anenského potoka od turistického rozcestníku Malhošť prochází kolem dvou retenčních nádrží pod Zbožnovem a Štěpánovem lokalitou Přírodní rezervace Anenské údolí, kterou lze pokračovat po nezpevněné cestě až do Hroubovic.

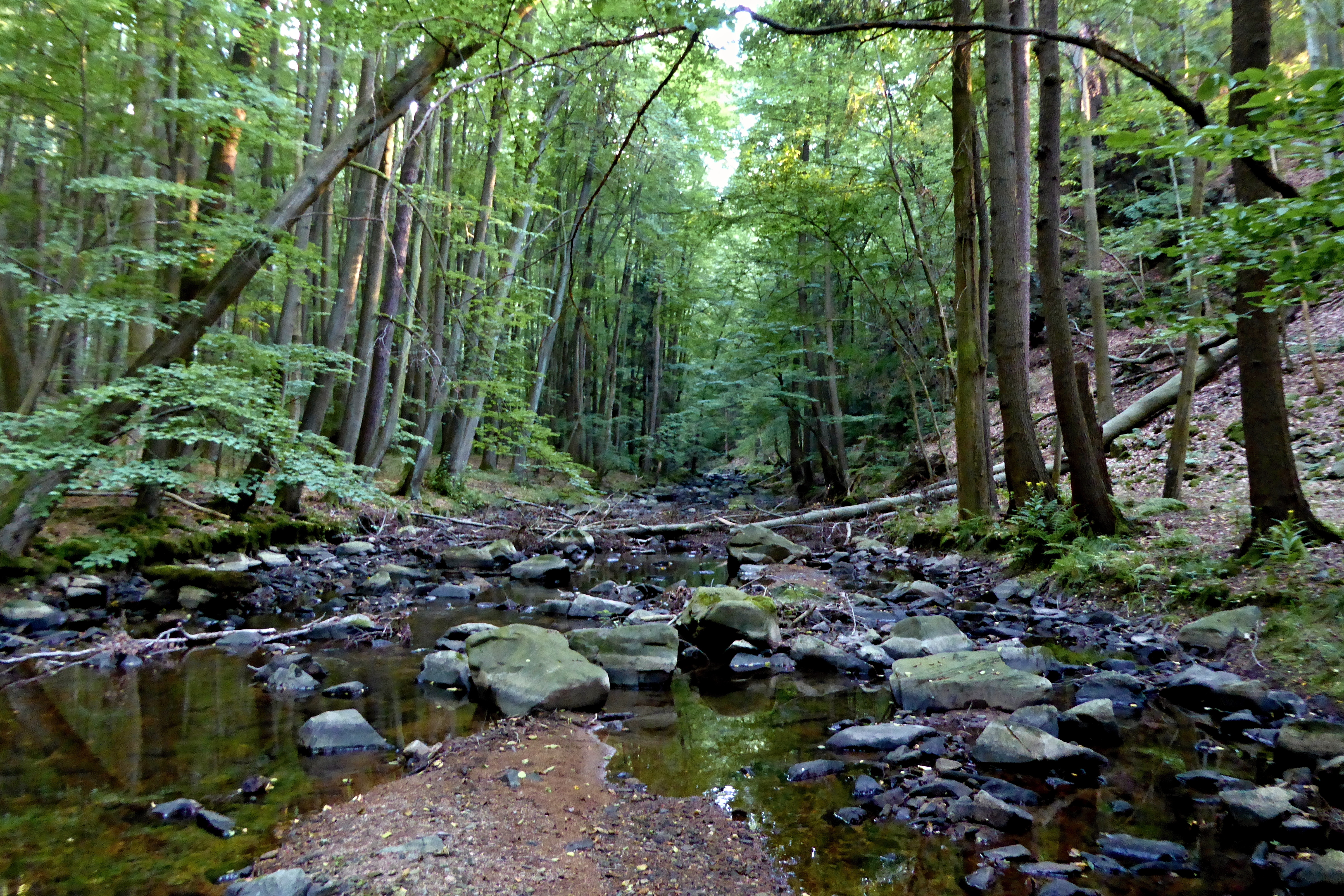
Šilinkův důl s řekou Krounkou pod Hněvěticemi (část Skutče); přírodním charakterem úzké soutěsky s meandrující řekou je atraktivní částí turistické červeně značené trasy Klubu českých turistů vedené v části „Přírodního parku Údolí Krounky a Novohradky“ v krajině Skutečské pahorkatiny

- Červená trasa (Budislav, Toulovcovy Maštale – Přírodní park Údolí Krounky a Novohradky, Šilinkův důl – Krouna – Kameničky – Svratka – Polička – Bystré); na území Skutče část Přírodního parku Údolí Krounky a Novohradky s balvanitým korytem řeky Krounky v hlubokém údolí přecházející v soutěsku Šilinkova dolu[59] s kameny šedivé barvy (droba),sedimentární horniny složené z různých minerálů a úlomků dalších hornin vzniklých zejména v mořském prostředí. Přírodní park Údolí Krounky a Novohradky byl zřízen za účelem uchování charakteristického krajinného rázu přírody s porosty kolem vodních toků bývalým Okresním úřadem v Chrudimi nařízením č. 4/98 ze dne 2. září 1998.
- Žulová stezka Horkami (žlutě značená, v části zeleně značená turistická trasa)[60]; dlouhá cca 4,5 km po nezpevněné polní a lesní cestě zalesněným návrším Horka v členitém terénu (v rozmezí 360 – 425 m n. m.), výchozí bod u letního koupaliště, v roce 2017 dále zkvalitňovaná. Zajímavosti: skalní výchozy, nakládací rampy a náspy polních drah vybudovaných z kamenů u bývalých lomů, vícero zatopených kamenolomů (Vamberák, Macháčkův, Andrusiho, Zvěřinov, Kaňon s vyhlídkou, Modráčkův, Žulolom s potápěčským areálem a také pomístně jmenované (anoikonymum) „Novákovo jezírko“, kde se rád koupával hudební skladatel Vítězslav Novák. V oblasti je také rozsáhlý komplex činného kamenolomu Litická. Po místních komunikacích ve Skutči je dostupná i významná geologická lokalita Humperky, rovněž s dosud činným kamenolomem nad železniční stanicí. Oba kamenolomy nejsou veřejnosti přístupné.

## Společnost

### Školství

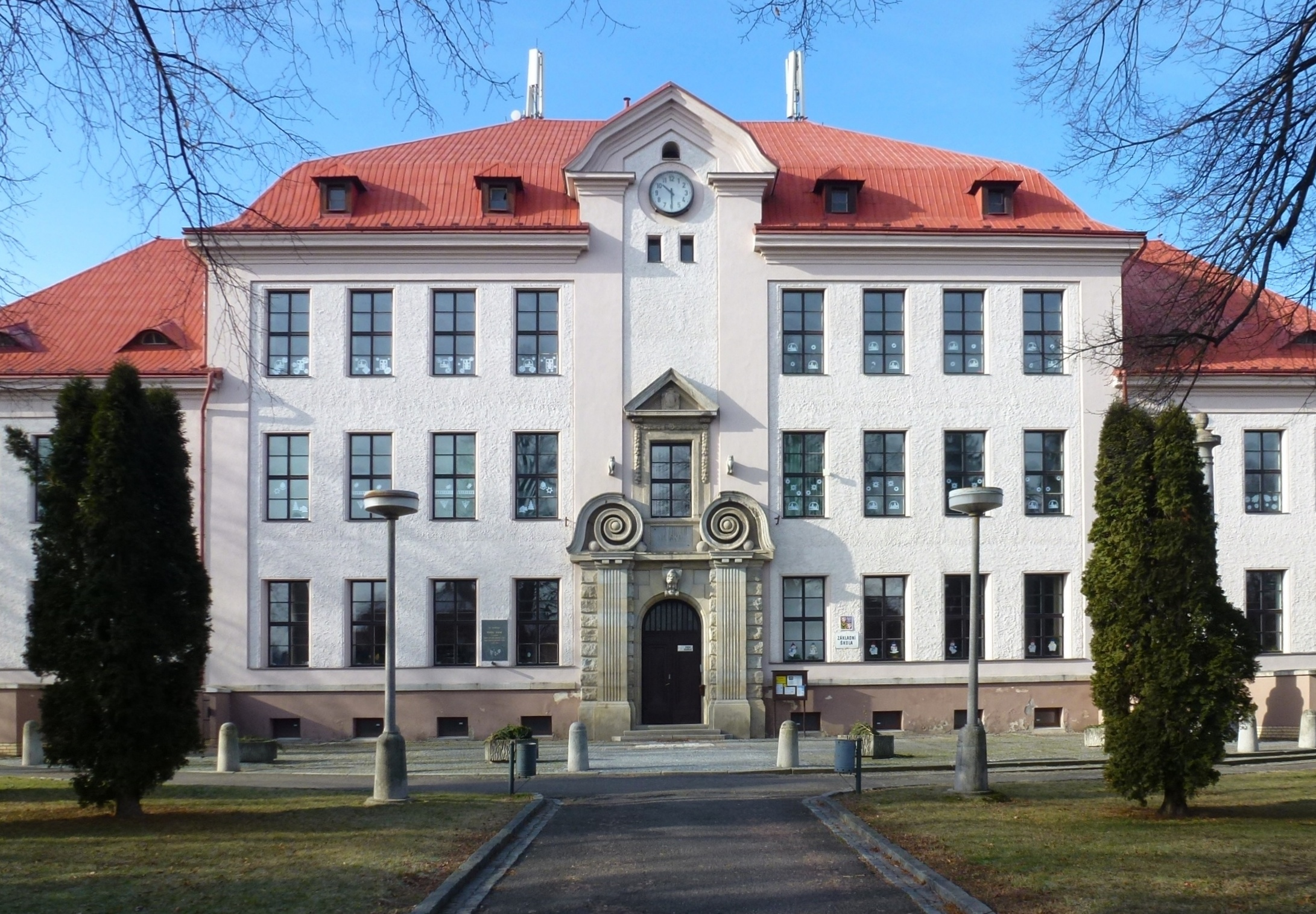
Základní škola Komenského; výstavba byla realizována v letech 1911–1912 pro tehdy obecnou a měšťanskou školu dívčí

Základnímu vzdělávání slouží Základní škola Komenského, Základní škola Smetanova a od roku 2006 Speciální základní škola Skuteč. Na území města působí dvě předškolská zařízení, mateřské školy Poršova a Osady Ležáků. Město Skuteč je zřizovatelem také Základní školy a Mateřské školy ve Žďárci u Skutče.
V oblasti středního školství působí na území města Gymnázium Suverénního řádu maltézských rytířů.
Studovat umělecké hudební, výtvarné a taneční obory lze ve Skutči na Základní umělecké škole Vítězslava Nováka, která má pobočku i v nedaleké Proseči.
Ve Skutči má školství dlouhou tradici. První písemná zmínka pochází z roku 1457 v pamětní Žluté knize, jejímž zakladatelem a písařem byl skutečský školní rektor jménem Matěj. V roce 1810 byl městem pro potřeby školní výuky zakoupen dům, který byl v roce 1878 zrekonstruován pro tehdejší obecnou a měšťanskou školu ve Skutči na Palackého náměstí, dnes budova Městského úřadu ve Skutči.
V roce 1893 byly v českých zemích původně školy smíšené (společné pro chlapce a děvčata) rozděleny zemským nařízením na chlapecké a dívčí. Město Skuteč rozhodlo o výstavbě nové obecné a měšťanské školy chlapecké a ponechání původní budovy pro obecnou a měšťanskou školu dívčí. Podle zápisů v kronice dnešní Základní školy Smetanova byla stavba zahájena roku 1895 na místě tzv. Šlesingrova domu (továrna na obuv) a slavnostně otevřena na začátku školního roku 1897/98.
Na budově školy byla za První republiky umístěna deska na památku oficiální návštěvy prezidenta Edvarda Beneše ve Skutči s textem: „Dne 23. VIII. 1936 dlel v této budově čestný občan města Skutče president čsl. republiky Dr. Edvard Beneš. Věnováno 28.X.1936.“ V roce 1942 byla deska odstraněna.

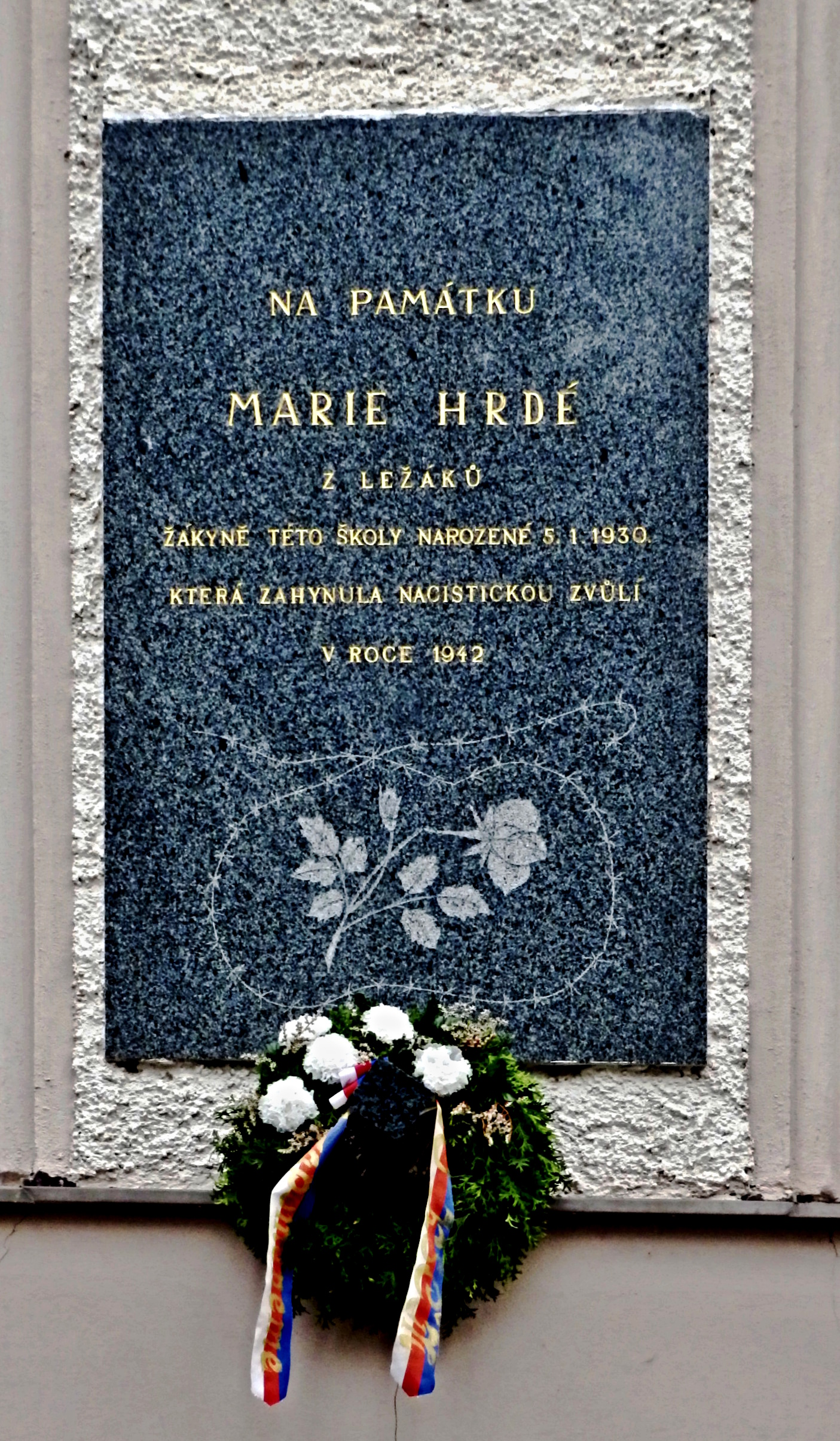
Pamětní deska Marie Hrdé na budově ZŠ Komenského; je připomínkou tragických událostí spojených s vypálením osady Ležáky

Škola tzv. chlapecká fungovala s menšími organizačními změnami až do roku 1948, kdy byl přijat Zákon o jednotné škole. Od školního roku 1948/49 byla pod jednou správou až do 31. března 1950 s ředitelem Františkem Morkesem provozována i základní škola na Komenského náměstí, dříve tzv. dívčí.
Jednání o stavbě dívčí školy na Komenského náměstí bylo zahájeno v únoru 1911, v březnu téhož roku byla uzavřena smlouva se stavitelem Aloisem Prokopem z Chrudimi a 18. dubna 1911 byl položen její základní kámen. Budova byla dokončena dne 17. prosince 1912 kolaudací, dnes Základní školy Komenského.
Na budově školy je umístěna pamětní deska bývalé žákyně Marie Hrdé, pocházející z vypálené osady Ležáky s textem: „Na památku Marie Hrdé z Ležáků, žákyně této školy narozené 5. 1. 1930, která zahynula nacistickou zvůlí v roce 1942“.
Na počátku šedesátých let 20. století vzrostl počet žáků ve Skutči natolik, že kapacita budov škol již nestačila potřebám a čtyři třídy musely být umístěny v budově Městského úřadu. Pro nevyhovující stav byly v roce 1969 vzneseny první požadavky na výstavbu nové školy nebo přístavbu ke stávající budově školy v ulici Smetanova. V letech 1972–1976 se uskutečnily drobné rekonstrukce budovy a v září 1981 byly zahájeny práce na přístavbě školy na pozemku školní zahrady. Nová část budovy byla předána 1. června 1984. Za provozu školy pak proběhla rekonstrukce původní budovy.
V letech 1957–1966 byla v budově tehdy Základní devítileté školy na Komenského náměstí provozována nejdříve jedenáctiletá střední škola a následně pod názvem Střední všeobecně vzdělávací škola (obě se zakončením maturitní zkouškou). V dalších letech střední školu nahradilo čtyřleté Gymnázium v Hlinsku v Čechách.
V roce 1883 vznikla ve Skutči tzv. Pokračovací škola průmyslová pro vzdělávání v řemeslných oborech. V roce 1947 byla zřízena Základní odborná škola pro obuvnický a krejčovský učňovský obor. V dalších letech byl ve Skutči vyučován pouze krejčovský, obuvnický byl soustředěn do tehdejšího Gottwaldova, dnes Zlína. Střední škola oděvní byla ve Skutči provozována až do devadesátých let 20. století.

### Kultura
Kulturním potřebám obyvatelů města a jeho návštěvníků slouží Kulturní dům Města Skutče s víceúčelovým sálem v Rubešově ulici, Regionální muzeum Skuteč s jedinečnými expozicemi obuvnictví a kamenictví v Rybičkově ulici a Městská knihovna ve Smetanově ulici s dlouholetou tradicí, v době první republiky Československé s názvem „Městská knihovna Havlíček“. Knihovna má knihovní fond kolem 35 000 svazků.
Významnou kulturní akcí je každoročně pořádaný festival klasické hudby a sborového zpěvu „Tomáškova a Novákova hudební Skuteč“, některé koncerty jsou provedeny též v okolních městech, například v Hlinsku, Chrasti nebo v Luži. Před rokem 2003 se původní hudební festival nazýval „Novákova Skuteč“.
Město Skuteč je vydavatelem měsíčního periodika s názvem „Skutečské noviny“, tradičně prezentuje Skuteč a okolní přírodu v ročním stolním kalendáři s tematickým obsahem a v průběhu let vydalo několik publikací o Skutči a okolních obcích.
Ve Skutči je bohatá spolková činnost, v oblasti kultury je to například dlouhé roky trvající Pěvecký sbor Rubeš, dechová hudba „Šeucovská muzika“, jejíž název byl zvolen podle tradice obuvnictví ve městě a od roku 2009 také dětský Pěvecký sbor Cantando při Základní umělecké škole Vítězslava Nováka ve Skutči.
Píseň „Okolo Súče (Skúče)“ pochází z tohoto kraje. Odpovídá to starému jazyku, blíže viz popis uprchlého Tomáše Vodičky, Česká Rybná (Proseč).

### Regionální muzeum Skuteč

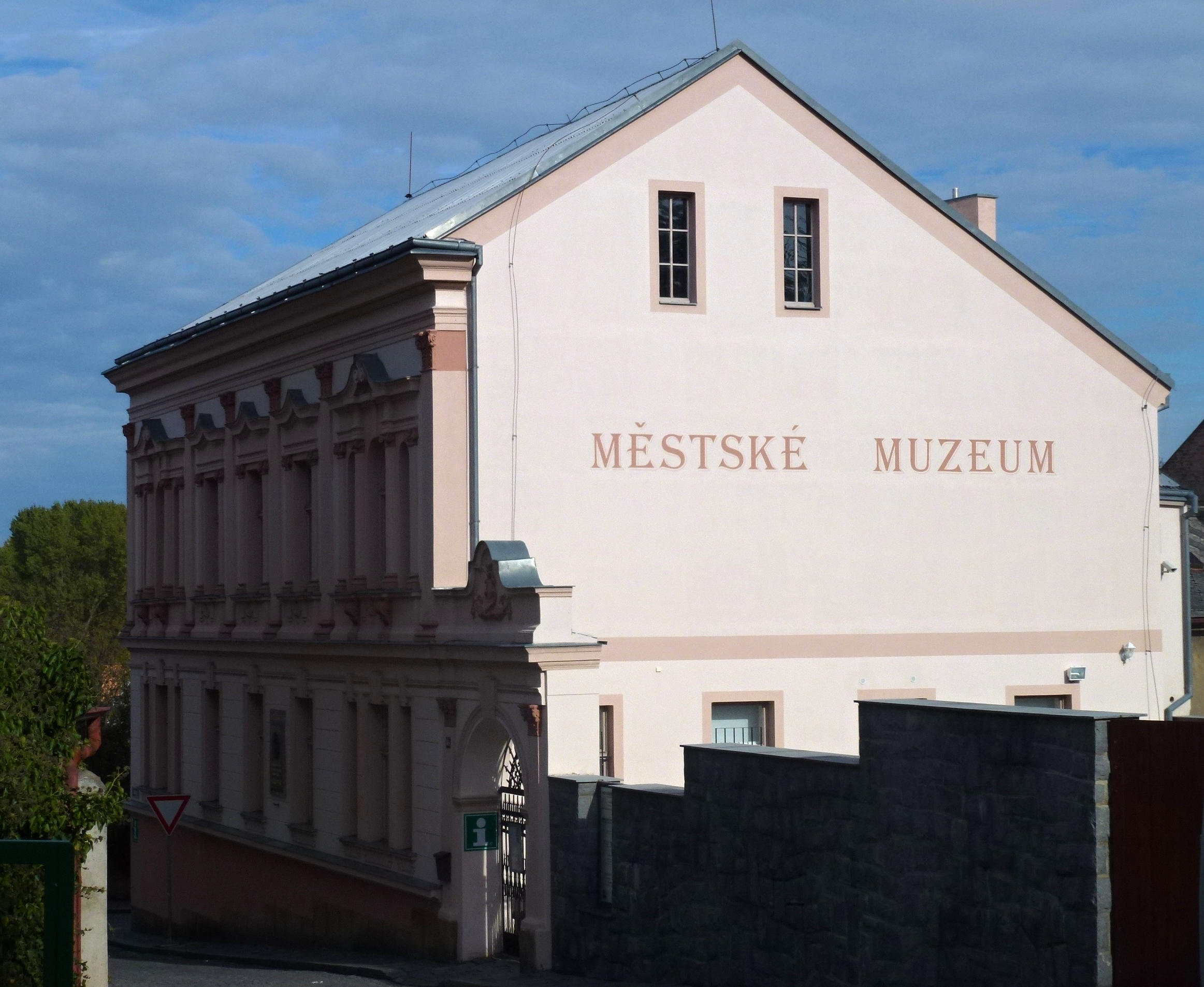
Městské muzeum Skuteč; od roku 2009 prezentuje unikátní stálou expozici obuvnických a kamenických tradic, včetně venkovní expozice (v areálu bývalé zahrady) s technickými prostředky využívanými bývalým kamenoprůmyslem na Skutečsku

V devadesátých letech 19. století se projevovaly první snahy o založení muzea ve Skutči a vytváření sbírek mapujících historii, umění a památky v oblasti města Skutče a jeho okolí. Tento záměr se váže k osobnosti mladého historika Bohumila Václava Konečného (1871–1896) a také s národopisnou výstavou konanou v roce 1894 ve Skutči. Část vystavovaných sbírek prezentovalo Skutečsko na Národopisné výstavě českoslovanské uskutečněné v roce 1895 v Praze.
V roce 1910 založil tehdy městské muzeum Václav Jetmar, ředitel skutečské obecné a měšťanské školy. Sbírky muzea byly nejprve ukládány a v roce 1913 částečně zpřístupněny v budově bývalé školy (dnes Městský úřad ve Skutči) na Palackého náměstí. V roce 1934 byly sbírky přemístěny do domu bratrů Zvěřinových ve Skutči.
V průběhu druhé světové války došlo k nucenému omezení prostorové kapacity muzea. Situace se zlepšila až v roce 1954, kdy se muzeum přestěhovalo do domu čp. 364 v Rybičkově ulici, kde tvořil a zemřel hudební skladatel Vítězslav Novák, jehož manželka dívčím jménem Marie Prášková pocházela ze Skutče a její rodina dům původně vlastnila. Jeho památku zde od roku 1949 trvale připomíná expozice v prvním patře. V novém sídle byly veřejnosti postupně zpřístupňovány některé sbírky.
Roku 1956 byla muzeu předána budova bývalého špitálu v sousedství gotického kostela Božího Těla, kde byla v letech 1971–1987 umístěna expozice dělnického hnutí, obuvnictví a kamenictví. Již v době První republiky se v zahradě bývalého špitálu, jak dokládají dobové pohlednice, odehrávaly národopisné výstavy (dokonce těsně před a po první světové válce) i výstavy průmyslové. Pavilony byly většinou dřevěné, budované dle vzoru pražských národopisných výstav. Nechyběla ani slavobrána tvořená dvěma věžemi.
Hlavní budova muzea měla od roku 1980 do roku 2008 zpřístupněnou historickou a vlastivědnou expozici.
Dne 3. října 2009 se veřejnosti otevřely nové stálé expozice s názvem Muzeum obuvi a kamene. Expozice obuvnictví nahradila předchozí vlastivědnou expozici. Pro expozici kamenictví byly zrekonstruovány sklepní prostory muzea a přilehlá zahrada, kde byl vytvořen malý „skanzen“ kamenického strojového vybavení. Od 1. července 2022 se muzeum stalo muzeem Regionálním.

#### Expozice obuvnictví
Obuvnická expozice ve Skutči připomíná dávné cechovní řády a památky, vývoj obuvnictví za éry první republiky, kdy byla Skuteč obuvnickou velmocí, i fenomén Botany. Prezentuje obuv, ale i řadu obuvnických strojů a zařízení. Unikátem je např. obří ručně šitá polobotka, která je zapsaná v České knize rekordů a kuriozit nebo kopírka na kopyta.
Novoševcovský cech ve Skutči získal své cechovní artikule v roce 1534 od Jindřicha Šťastného z Valdštejna, tehdejšího majitele Rychmburského panství. Artikule byly jakýsi základní řád, kterým se museli řemeslníci řídit. Tyto artikule zaručovaly skutečským obuvníkům a koželuhům, že v okolí tří mil od města nesmí šít boty ani činit kůže nikdo, kdo není příslušníkem místního cechu.
Nejznámějším výrobkem skutečských ševců bylo tzv. „červené dílo“. Byly to dámské pantofle, střevíce nebo holínky ušité z červené kůže. Na vrchu byly vyšívané tulipány, slepičky a jiná domácí zvířata. Červené zboží byla skutečská zvláštnost a říkalo se, že „skutečský švec byl v tomto výrobku nedostižný umělec“.
V roce 1914 bylo ve Skutči 19 výrobců obuvi se 750 zaměstnanci. V roce 1920 zde bylo již 25 výrobců s 900 dělníky. V roce 1948 došlo ke znárodnění osmi zdejších větších obuvnických
provozů. Reorganizací k 4. červenci 1949 vznikla Botana – jako podnik slučující již dříve znárodněné továrny v Holicích, Chrudimi, Borohrádku, Heřmanově Městci, Sezemicích, Litomyšli, Poličce, Horním Jelení, Kostelci nad Orlicí, Týništi nad Orlicí, Chotěboři, Polné a čtyř provozů ve Skutči. K 1. lednu 2000 byla sjednocena značka sportovní obuvi s názvem společnosti BOTAS.

### Sport
V oblasti sportu a tělovýchovy disponuje město rozsáhlým sportovním zázemím. Sportovní zařízení využívá kromě veřejnosti vícero sportovních klubů. V oblasti sportovního létání ve Skutči působí Aeroklub České republiky, který provozuje veřejné vnitrostátní letiště. O sportoviště města pečuje společnost Městská sportoviště Skuteč s objekty:
- multifunkční sportovní haly
- letního sportovního areálu
- zimního krytého stadionu
- letního koupaliště
- plaveckého bazénu
- tenisových a nohejbalových kurtů

## Pamětihodnosti

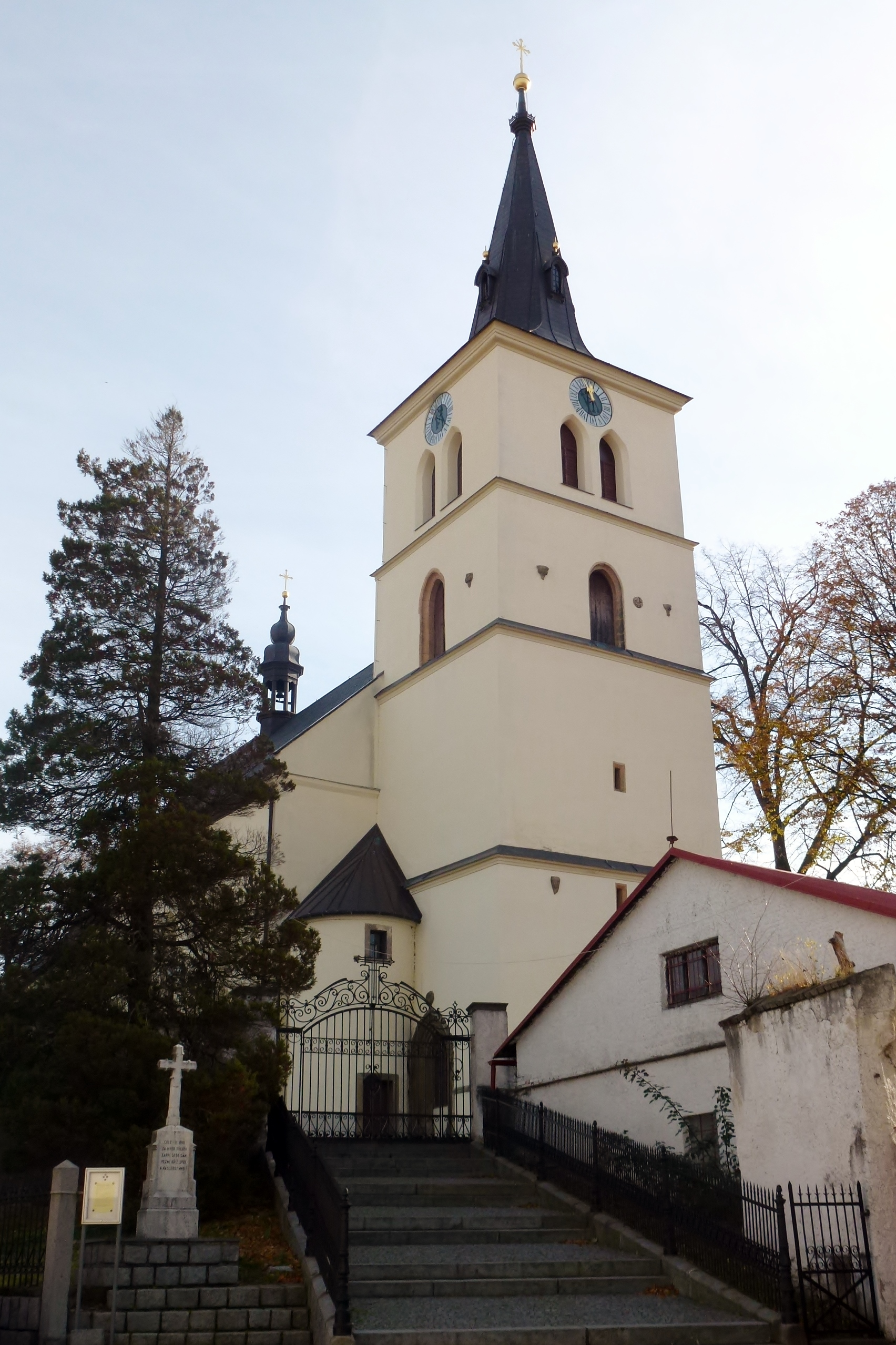
Kostel Nanebevzetí Panny Marie v pohledu z Palackého náměstí; náleží mezi nejvýznamnější sakrální stavby v oblasti Skutečska, věž kostela, obnovená po požáru vzniklém v roce 1850 podle gotizujícího projektu, je dominantou města (střed makovice 456,65 m n. m.)

- Boží muka; malé sakrální stavby v ulici Vilibalda Svobody (nad železničním přejezdem), u cesty ke koupališti, u polní cesty nad retenční vodní nádrží pod Zbožnovem.
- Budova Městského úřadu ve Skutči, Palackého náměstí (jižní strana); původní dům byl zakoupen v roce 1810 a nejprve přestavěn v roce 1878 na obecnou a později měšťanskou školu. Od třicátých 20. století byla budova používána pro administrativu městského úřadu. V roce 1940 byla provedena dostavba balkonu na průčelí, které je osově řešeno a zakončeno malou atikou s letopočtem přestavby a s částečně vnořenými elektrickými hodinami v místě, kde byla původně ozdobná rozeta.[51]
- Budova bývalého okresního soudu a berního úřadu, Palackého náměstí (severní strana); na místě dnešní budovy stávala v letech 1507–1848 stará radnice, která byla v roce 1849 zbořena. V roce 1852 byla v pseudogotickém stylu podle návrhu Františka Schmoranze z Chrudimi postavena budova nových okresních úřadů sídlících ve Skutči, v objektu byla i věznice. V poválečných letech 20. století byl objekt přebudován na domov mládeže dnes již zrušené střední školy oděvní.
- Budova bývalého okresního úřadu, Palackého náměstí (východní strana); původně zájezdní hostinec „U Zlatého kohouta“ byl v roce 1907 rekonstruován na kanceláře okresního zastupitelstva a budově se začalo pomístně říkat „parlament“.
- Budova bývalého špitálu pro chudé, Smetanova ulice; stavba přiléhající k objektu gotického kostela Božího Těla.
- Děkanství a bývalá fara v parku u Tyršovy ulice; pozdně renesanční budova se zachovala v barokní přestavbě. V padesátých letech 20. století byla zbořena zeď kolem budovy i s barokní bránou a sochou sv. Panny Marie (socha snad v depozitáři Regionálního muzea) a sochou sv. Vavřince. Z důvodu údajného plánu na rozšíření ulice bylo ohroženo demolicí i barokní schodiště k děkanskému chrámu se sochami sv. Václava a sv. Ludmily, včetně pomníku s křížem. Schodiště bylo zachováno, odstraněn byl velký litinový kříž Božího těla, stojící původně na náměstí před budovou městského úřadu (duplikát kříže stojí v parku na náměstí v Proseči u Skutče).
- Kaple sv. Anny v Anenském údolí; pod stavbou kaple na okraji přírodní rezervace Anenské údolí vyvěrá z podloží tvořeného opukou železitý pramen vody, v minulosti využíván vodními a parními lázněmi, které stávaly nedaleko sakrální stavby.
- Kaple sv. Jana Nepomuckého, Skutíčko (část obce).
- Kaple Nejsvětější Trojice, Zbožnov (část obce).
- Kaple Panny Marie Pomocné, Zhoř (část obce).
- Kaple sv. Petra a sv. Pavla, Lhota u Skutče (část obce).
- Kaple sv. Václava, Radčice (část obce); nedaleko barokní socha světce.
- Kašna se sochou sv. Jana Nepomuckého, plocha Palackého náměstí; vytvořena v neobarokním stylu z pískovce, motivem ke stavbě byla již v 50. letech 20. století zničená původní kašna. Autorem výtvarného návrhu kašny a uprostřed ní stojící sochy sv. Jana Nepomuckého je akademický sochař Michal Moravec. Originálním řešením byla v roce 2000 realizace sochy vytvářená před zraky veřejnosti přímo na místě studenty Střední školy kamenické a sochařské v Hořicích.
- Kostel Božího Těla, náměstí Smila Flašky a roh Smetanovy ulice; stavbu v gotickém slohu realizovali bratři Lutkové z Nového Města Pražského na základě smlouvy z roku 1391 iniciované Smilem Flaškou z Pardubic a Rychmburka. Ve věži je zavěšen nejstarší skutečský zvon odlitý v roce 1460 ve Vysokém Mýtě. V kostele jsou náhrobníky šlechtičen, z roku 1593 Magdaleny Meziříčské z Lomnice a z roku 1598 Johanky z Borovska, rozené Trčkové z Lípy a také Anny Zejdvicové ze Zejdvic. V roce 1812 byl kostel opravován a v roce 1865 restaurován Františkem Schmoranzem, přičemž byla vyměněna také konstrukce věžičky kostela. V roce 1926 probíhala další oprava kostela stavitelem Karlem Fialou.
- Kostel Nanebevzetí Panny Marie při Tyršově ulici; v roce 1350 byl v listině týkající se Biskupství litomyšlského připomínán jako farní, roku 1655 jako děkanský. Kostel má řadu gotických prvků, věž 35 m vysokou v gotizujícím stylu a také sanktusník. Uvnitř je zachována renesanční kruchta, kamenná křtitelnice a na podnoží kazatelny pozdně gotická socha Mojžíše držícího desatero. Renesanční kazatelna vytvořená z pískovce pochází z přelomu 16. a 17. století a má bohatou sochařskou výzdobu. Obraz Nanebevzetí Panny Marie nad hlavním oltářem je zdařilou kopií obrazu Petra Brandla[73], pořízenou v 18. století. Z přibližně stejné doby jsou i chórové boční oltáře Panny Marie a sv. Jana Nepomuckého (1761–1769). Další dva boční oltáře pod postranními renesančními kruchtami jsou barokní z roku 1729 (sv. Anny matky Panny Marie, sv. Františka Xaverského a sv. Františka Serafinského). Na severní straně kostela byly objeveny středověké fresky. V areálu kostela je zachován ozdobný náhrobník Jana Felixe Chuchelského z Nestajova z roku 1732.[21]

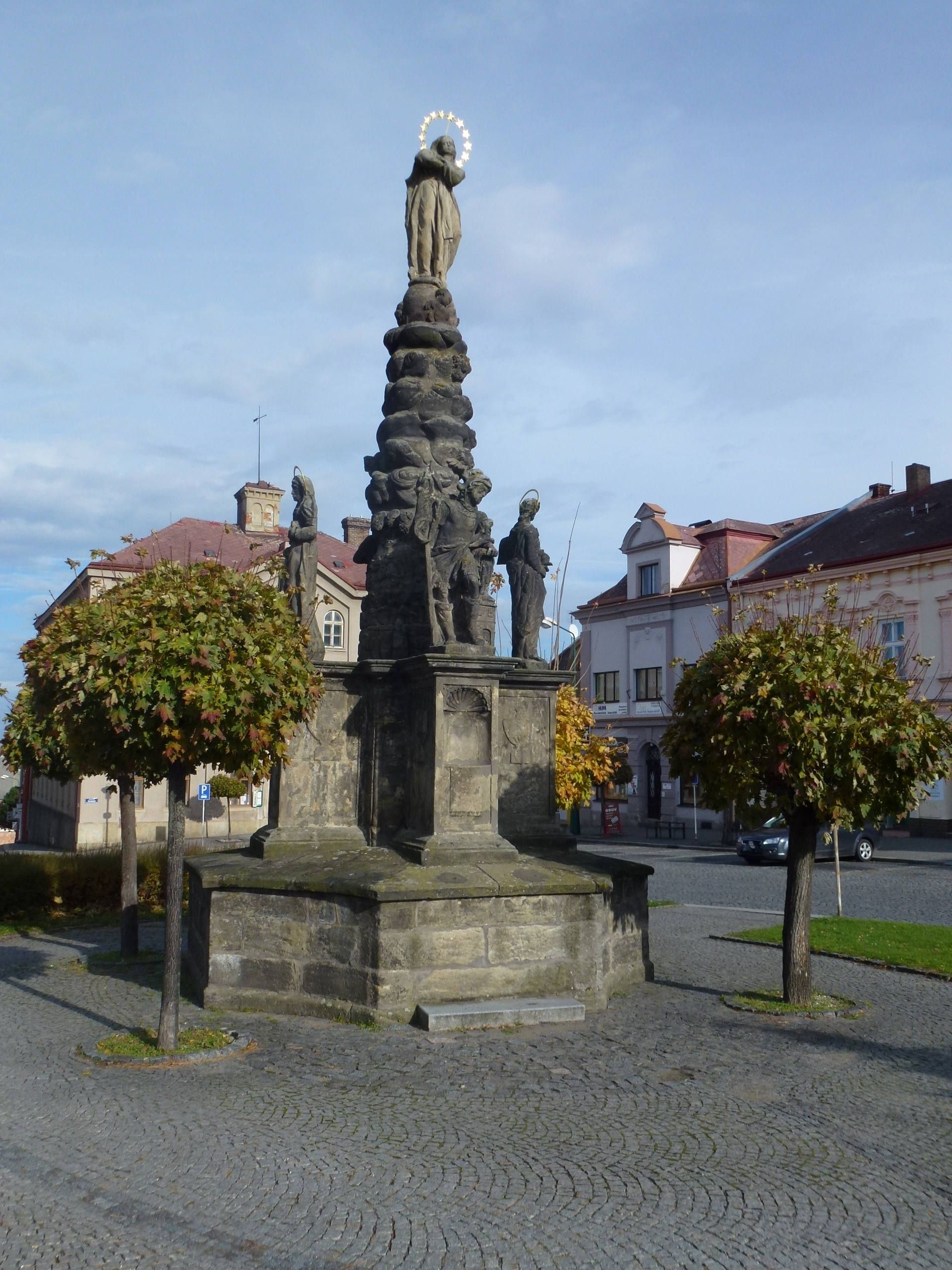
Mariánský sloup na Palackého náměstí; historická kulturní památka města, zhotoven v Praze a v roce 1820 sestaven ve Skutči, kamenný pilíř znázorňující kupovité mraky, na vrcholu zeměkoule a socha sv. Panny Marie se svatozáří, níže na ramenech křížového podstavce sochy sv. Floriana (jih), sv. Josefa s Ježíškem (východ), sv. Ludmily (západ) a sv. Václava (sever), v dolní části kamenné osmiboké základny reliéf vartenberského znaku Skutče a nápis „Nákladem Společného Miestienstwa Roku 1820“

- Mariánský sloup, též sousoší Nanebevzetí Panny Marie, plocha Palackého náměstí; sloup, v roce 1765 zhotovený v Praze, pro údajný nedostatek finančních prostředků byl až v roce 1815–1820 ve Skutči sestaven Vítem Čermákem z Chrasti.[74] Podstavec sloupu má dvě části, nejníže u země je osmiboká základna, na ní navazuje průměrem užší část s křížovým půdorysem, na jejichž ramenech stojí sochy. Na severní straně socha sv. Václava, na východní sv. Josefa s Ježíškem v náručí, na jižním rameni socha sv. Floriana a na západním sv. Ludmily. Středem sousoší stoupá pilíř v provedení kupovitých mraků ozdobených hlavami andělů. Na vrchol sloupu byla umístěna hadem ovinutá zeměkoule a na ní čelní částí k jihu socha sv. Panny Marie Neposkvrněné se svatozáří, kterou zdobí dvanáct pěticípých hvězd. V dolní části podstavce je umístěn reliéf původního, tzv. vartenberského, znaku Skutče a nápis „Nákladem Společného Miestienstwa Roku 1820“, celková výška sloupu činí devět metrů. V letech 1860, 1897, 1938 a 1991 byl Mariánský sloup opravován. V roce 2016 získalo Město Skuteč dotaci od Pardubického kraje a příspěvek Ministerstva kultury ČR na obnovu nemovité kulturní památky. Restaurováním Mariánského sloupu je sledováno zabránění procesů samovolné koroze vlivem okolního prostředí a zajištění dochované historické hodnoty kulturní památky. Sochy jsou restaurovány v ateliéru.[50]
- Městské museum, Rybičkova ulice, čp. 364; původně tzv. Práškova vila věnovaná vdovou po hudebním skladateli Vítězslavu Novákovi městu, s expozicemi obuvnictví, kamenictví a památníkem hudebního skladatele Vítězslava Nováka.
- Památník obětem nesvobody v letech 1948–1989, Tyršova ulice; v parku před budovou děkanství v roce 1994 slavnostně odhalený symbolický žulový památník stejného provedení jako pomníky na tzv. hrobodomech v bývalé osadě Ležáky, vypálené v době druhé světové války.
- Pamětní deska Františka Jaromíra Rubeše, Palackého náměstí; dům čp. 144, pomístně nazýván Rubešův dům, kde spisovatel, básník a soudní úředník v letech 1851–1853 žil a také v roce 1853 zemřel, u jeho hrobu na městském hřbitově stojí od roku 1856 pomník věnovaný jeho ctiteli.
- Pamětní deska Marie Hrdé na budově základní školy, Komenského náměstí; žulová leštěná pamětní deska s nápisem připomíná bývalou žákyni s tragickým osudem spojeným s vypálenou osadou Ležáky v době druhé světové války.
- Pamětní deska Tomáše Garrigue Masaryka, Heydukova ulice; žulová leštěná deska na domě čp. 436 připomínající přednášku dne 15.8.1906 o Karlu Havlíčkovi Borovském tehdy profesora Tomáše Garrigue Masaryka a pozdějšího prvního prezidenta Československé republiky . Deska, v minulosti dvakrát nuceně sejmuta, byla odhalena 28.10.1990, profesor Tomáš Garrigue Masaryk ve Skutči přednášel celkem třikrát, naposledy krátce před vypuknutím první světové války. S T. G. Masarykem se za první světové války setkala osobně řada skutečských legionářů v letech 1917 až 1918, jako jejich vrchním velitelem, zejména v Rusku (4. pěší střelecký pluk Prokopa Velikého).[75]
- Pamětní deska hudebního skladatele Vítězslava Nováka, Rybičkova ulice; žulová deska s reliéfem hudebního skladatele Vítězslava Nováka, odhalená v roce 1955 na domě, kde skladatel tvořil a zemřel (dnes budova Regionálního muzea).
- Pomník hudebního skladatele Václava Jana Tomáška, Heydukova ulice. Bronzová busta hudebního skladatele a pedagoga na žulovém sloupu z roku 1998 v parku před budovou Komerční banky.
- Pomník obětem první světové války v parku před základní školou (severní část), Komenského náměstí.
- Pomník obětem druhé světové války v parku před základní školou (jižní část), Komenského náměstí.
- Rodný dům hudebního skladatele Václava Jana Tomáška (1774–1850) s pamětní deskou na domě čp. 508, Tomáškova ulice.
- Rodný dům spisovatele Antonína Rybičky (Skutečského) s pamětní deskou.
- Socha sv. Jana Nepomuckého, ulice Vítězslava Nováka; socha z roku 1747 přenesena ve druhé polovině 19. století ze zbouraného kamenného mostu přes potok Jordánek do ulice Vítězslava Nováka (dříve Masarykova, též Nádražní a Žďárecká), původně postavena na okraj ulice mezi dvě lípy, později umístěna do výklenku domu čp.43.
- Socha sv. Václava, Tyršova ulice; u schodiště ke kostelu Nanebevzetí Panny Marie.
- Socha sv. Ludmily, Tyršova ulice; u kostela Nanebevzetí Panny Marie,
- Socha sv. Antonína Paduánského, Smetanova ulice; socha z roku 1815 u kostela Božího Těla na rozhraní Smetanovy ulice a náměstí Smila Flašky z Pardubic.
- Vila malíře Gustava Porše, Poršova ulice.
- Zvěřinův dům, ulice Vítězslava Nováka; původně pozdně gotická měšťanská stavba z první poloviny 16. století s dochovaným kamenným portálem vstupních dveří do objektu, pravděpodobně nejstarší dům ve městě, žil v něm Jan Zvěřina (1877–1953), který odkázal městu sbírku obrazů, dnes uložených v městském muzeu. Po roce 1990 dům rozsáhle rekonstruován na restauraci a navazující penzion „U Kamenné studny“, dnes restaurace a penzion „U Palečků“.
- Hrobka Josefa Svobody (1863–1948), bývalého majitele pohřebního ústavu Charitas v Brně, postavená v roce 1934 na způsob pařížského Pantheonu, stávala v místě dnešní smuteční rozlučkové síně; pro nevyhovující stavební stav byla v polovině osmdesátých let 20. století zbořena.[51]
- Nejvyšší výškový bod na území města s názvem „Na hrobce“ (460,41 m n. m.)[27] na návrší s lomem Humperky na zemědělsky obdělávaném poli (u vodojemu).
- Tíhový bod České gravimetrické sítě, původně vyznačený v dlažbě žulovou deskou[76] v ulici Československé armády (zhruba na úrovni sportovní haly).
- Dosud činný lom v sedimentech na Přibylově (Štěpánovská stupňovina), těží se opuka používaná na zhotovování ušlechtilých kamenických výrobků a rekonstrukce historických památek v architektuře.[31]
- Hřbitov založený v roce 1834, ulice Boženy Němcové, v roce 2006 při revitalizaci starých a nemocných stromů osázen lípami srdčitými (Tilia cordata) kultivarem Rancho, který je stromem určeným pro výsadbu v městském prostředí, především parků. V roce 1856 postavili ctitelé Františka Jaromíra Rubeše spisovateli a básníku, který ve Skutči zemřel, u jeho hrobu pomník (v roce 2006 rekonstruován).[5]

## Osobnosti
Za existence města docházelo k rozšiřování působností městských institucí, včetně městských práv i zapojení obyvatel města do jeho správy. V průběhu let se na rozvoji a chodu města podílelo mnoho osobností z řad narozených ve Skutči i jeho nových obyvatel. Mnozí byli významnými tvůrci v oblasti kultury.

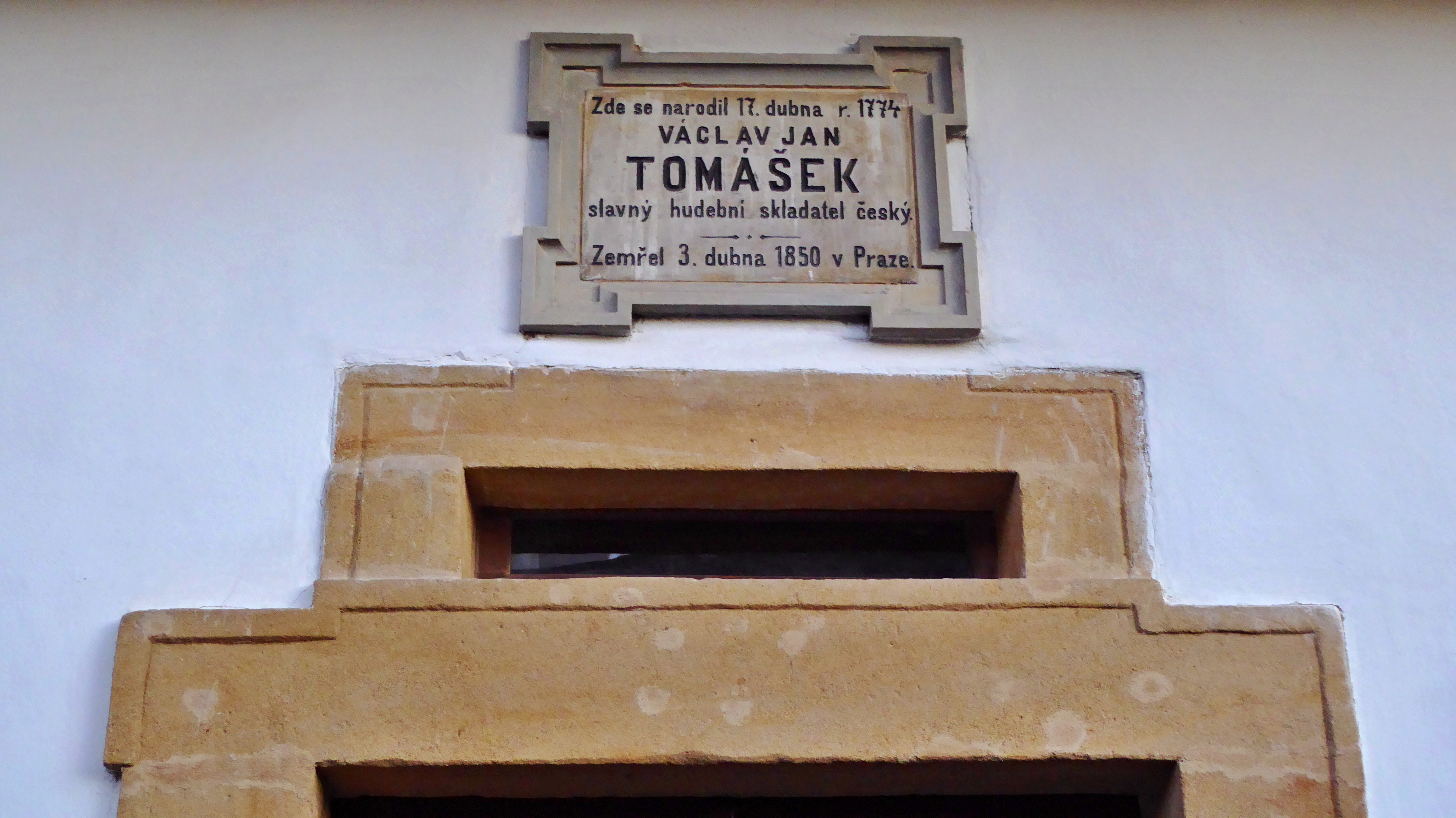
Historická pamětní deska hudebního skladatele a pedagoga Václava Jana Křtitele Tomáška (1774–1850) nad vstupem do rodného domu ve Skutči; jméno hudebního skladatele nese festival klasické hudby „Tomáškova a Novákova hudební Skuteč“

- Adolfína Božena Horská-Kusá (6. 7. 1895 Budapešť – 6. 12. 1982 Skuteč), akademická malířka krajin a zátiší, restaurátorka.[77]
- Antonín Devátý (1903 Skuteč – 1984 Plzeň), houslista, dirigent rozhlasových orchestrů Ostrava, Brno, Plzeň, hudební skladatel a pedagog.
- Bohumil Laušman (1903 Žumberk – 1963 věznice Praha-Ruzyně), politik, poslanec za sociálně demokratickou stranu, ministr, za tehdejší okres Skuteč v roce 1935 kandidoval úspěšně do Národního shromáždění republiky Československé, zemřel za podivných okolností ve věznici v Praze Ruzyni jako politický vězeň.
- Bohumil Václav Konečný (16. 7. 1871 Skuteč – 1. 7. 1896 Chrudim), historik, etnograf, propagátor muzejnictví, nositel záměru založit ve Skutči městské muzeum, zastižen náhlou smrtí.[78]
- František Antonín Rybička (1812 Skuteč – 1899 Vídeň), historik, archivář, právník – rada vrchního zemského soudu, autor více než tisíce hesel v Riegrově naučném slovníku, také genealog a heraldik, k podpisu připojoval přídomek Skutečský.
- František Jaromír Rubeš (1814 Čížkov u Pelhřimova – 1853 Skuteč), soudní úředník, český spisovatel, humorista a básník, spolu s Josefem Kajetánem Tylem výrazný vlastenec z doby národního obrození v Čechách. V roce 1851 byl jmenován adjunktem u okresního soudu ve Skutči, kde působil jako soudní úředník do své smrti, zemřel ve věku devětatřiceti let a je pochován na skutečském hřbitově.
- František Krupka (19. 8. 1889 Skuteč – 1963 Praha), český architekt, studoval ve Vídni, od 1922 působil v Bratislavě. Významné projekty: Budova Univerzity Komenského, Policejní ředitelství (Špitálská ulice), Hotel Palace.
- Gustav Porš (1888 Chrudim – 1955 Skuteč), český akademický malíř, krajinář, ve Skutči žil a tvořil.
- Jaromír Funke (1896 Skuteč – 1945 Praha), český fotograf, narodil se v domě čp. 238 ve Skutči, patřil k nejvýznamnějším českým fotografům ve 20. století, k průkopníkům avantgardní fotografie, byl spolu s Josefem Sudkem a Jaroslavem Rösslerem členem modernistického proudu československé meziválečné fotografie, v roce 1924 s Josefem Sudkem a Adolfem Schneebergerem založil Českou fotografickou společnost.
- Jaroslav Kopecký (1920 Skuteč – 2000 Skuteč), akademický malíř, autor nové výtvarné techniky nazvané monotyp.
- Josef Štěpánek (1842 Skuteč – 1915 Praha), středoškolský profesor, historik a spisovatel, v roce 1862 spoluzakladatel skutečského pěveckého spolku Rubeš, společně s Aloisem Machatým a Antonínem Pražanem, od roku 1888 dopisující člen Matice české a v roce 1889 se stal členem komise v bývalém Rakousku-Uhersku pro vypátrání a zachování uměleckých a historických památek. V šedesátých letech 19. století objevil při opravách děkanského chrámu ve Skutči na stěně v presbytáři staré malby, provedl jejich popis a své zjištění publikoval v roce 1872 v periodiku „Památky archaeologické a místopisné“ vydávané tehdejším Archaeologickým sborem Musea království Českého a Historického spolku v Praze.[79]
- Josef Znojemský (1873 Skuteč – 1925 Praha), lékař, chirurg, profesor a přednosta III. chirurgické kliniky LF UK v Praze, lékařský pedagog a spisovatel.
- Karel Paukert (1935 Skuteč – 2025), varhaník, hobojista, profesor varhanní hry a umělecký kurátor, narodil se v roce 1935 ve Skutči, v roce 1964 emigroval do USA a žil v Clevelandu v Ohiu.
- Marie Tippmanová (19. 9. 1886 Skuteč – 21. 5. 1965 Ústí nad Labem), novinářka a spisovatelka románů pro ženy a dětské literatury, psala též pod pseudonymem Máma Tippmanová, také do Národních listů. Studovala v Mnichově a po svatbě s JUDr. Karlem Tippmannem žila v Lovosicích, které byli nuceni v roce 1939 opustit. Po smrti manžela v Hradci Králové se odstěhovala do Ústí nad Labem k dceři, kde zemřela.
- Marie Trojanová – Preclíková (25. 3. 1913 Skuteč – 27. 11. 2002 Praha), lidová malířka, narodila se v dnešní ulici Československé armády čp. 495, malovala obrazy na Vysočině, v oblasti Krkonoš (Struhadlo, Stará hora, Labská, Šeřín, Aichelburg) a také v Jižních Čechách (Vyšší Brod, Lipno, Herbertov).

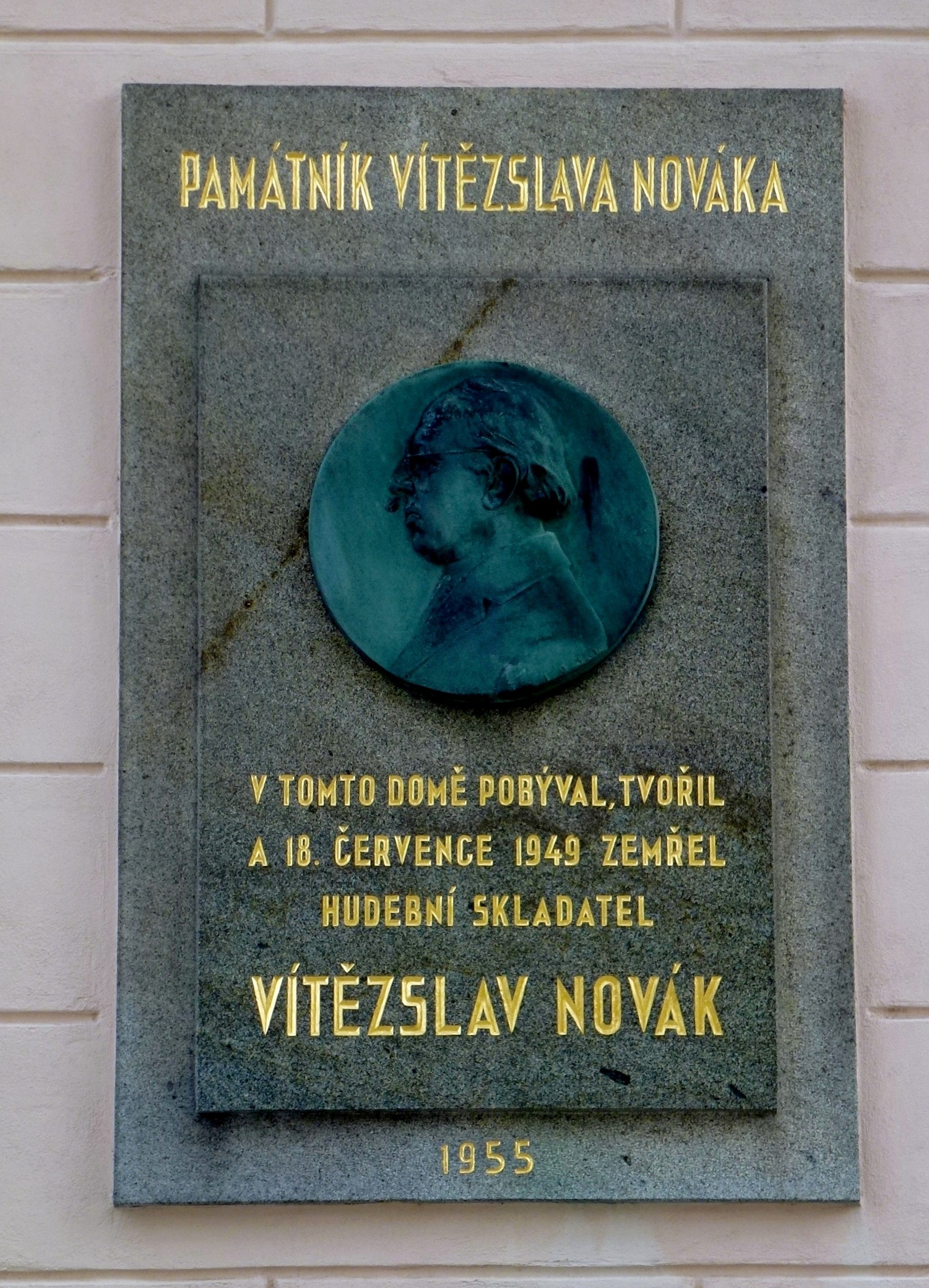
Pamětní deska hudebního skladatele a pedagoga Vítězslava Nováka (1870–1949) na budově Městského muzea ve Skutči; jméno hudebního skladatele nese festival klasické hudby „Tomáškova a Novákova hudební Skuteč“

- Rafael Kubelík (1914 Býchory u Kolína – 1996 Švýcarsko), dirigent, houslista a hudební skladatel, v roce 1942, ve svých 28 letech, byl jmenován po Václavu Talichovi uměleckým ředitelem České filharmonie. Udržoval časté kontakty s hudebním skladatelem Vítězslavem Novákem, za ním zajížděl do Skutče, zejména v průběhu válečných let II. světové války na jízdním kole.[80]
- František Krupka, skutečský rodák (18. srpna 1885), významný architekt (s Dušanem Jurkovičem pracoval na mohyle Milana Rastislava Štefánika na Bradle, projektoval obchodní dům Legiodružstva a budovu Zemského úřadu v Užhorodě).
- Václav Jan Křtitel Tomášek (1774 Skuteč – 1850 Praha), hudební pedagog a skladatel, udržoval kontakty s řadou hudebních skladatelů, například rakouskýmJosefem Haydnem a německým Ludvíkem van Beethovenem, také německým spisovatelem Johanem W. Goethem, přátele měl mezi předními osobnostmi českého národního obrození (Václav Hanka, František Palacký, Josef Krasoslav Chmelenský, František Ladislav Čelakovský), byl také čestným členem mnoha zahraničních hudebních společností. Největší význam spočívá v jeho klavírní a písňové tvorbě. Rodný dům ve Skutči stojí v ulici, která je po něm pojmenovaná a jeho jméno je také v názvu festivalu klasické hudby pořádané Městem Skutčí každoročně v jarních měsících pod názvem „Tomáškova a Novákova hudební Skuteč“. Pohřben je v Praze na Malostranském hřbitově (na rozhraní Smíchova a Košíř při Plzeňské ulici), který byl v roce 2016 upraven na pietní místo. Pomník skladatele nese velkou Davidovu lyru a do kamene vytesaný nápis: „Jen pravda je diadémem umění“.
- Váša Příhoda (1900 Vodňany – 1960 Vídeň, Rakousko), houslový virtuóz, který koncem 20. let 20. století vlastnil vilu i v Anenském údolí u Skutče, kde také koncertoval v lázeňském prostředí u kaple sv. Anny. Jeho životním příběhem jsou koncerty po mnoha zemích Evropy a také v USA. V roce 2016 byly jeho ostatky ze zrušeného hrobu ve Vídni přeneseny do hrobu v rodných Vodňanech.
- Vítězslav Novák (1870 Kamenice nad Lipou – 1949 Skuteč), klavírista, hudební skladatel a pedagog, profesor skladby (1909–1941) na Pražské konzervatoři, také ctitel přírody i horských výstupů, žil a tvořil v domě čp. 364 v Rybičkově ulici (dnes budova Regionálního muzea) ve Skutči, kde složil kantátu „Sláva Tobě, Masaryku“, poprvé provedenou v Praze na Wilsonově nádraží v sobotu 21. prosince 1918 při návratu Tomáše Garrigua Masaryka po první světové válce do Čech. Jméno skladatele je také v názvu festivalu klasické hudby pořádané Městem Skutčí každoročně v jarních měsících pod názvem „Tomáškova a Novákova hudební Skuteč“.

## Galerie

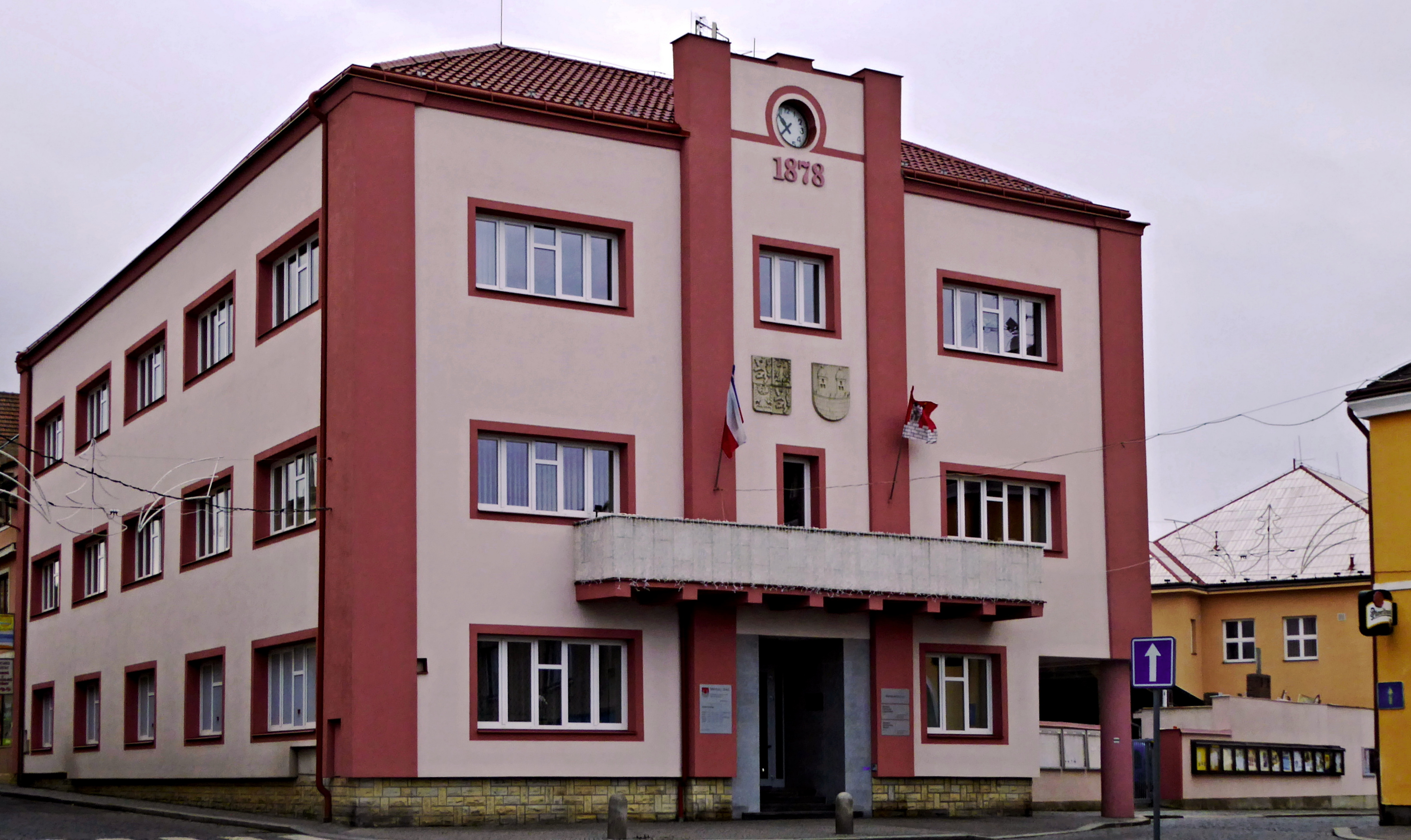
Městský úřad ve Skutči; původní dům byl v roce 1810 zakoupen pro školskou výuku, v roce 1878 přebudován, balkon vestavěn v roce 1940 a v 21. století objekt celkově modernizován
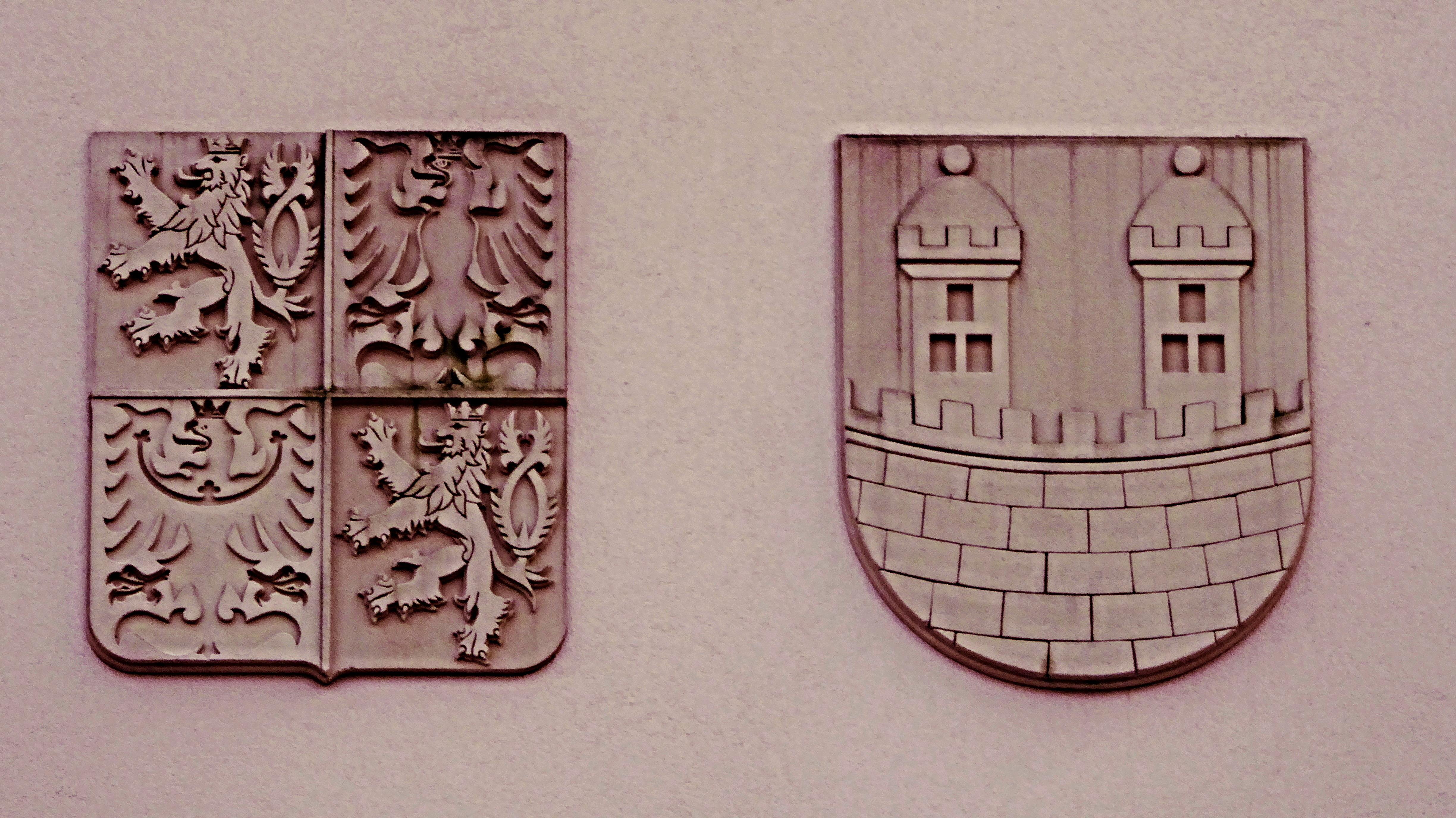
Reliéfní znaky, státní a městský, na průčelí budovy městského úřadu
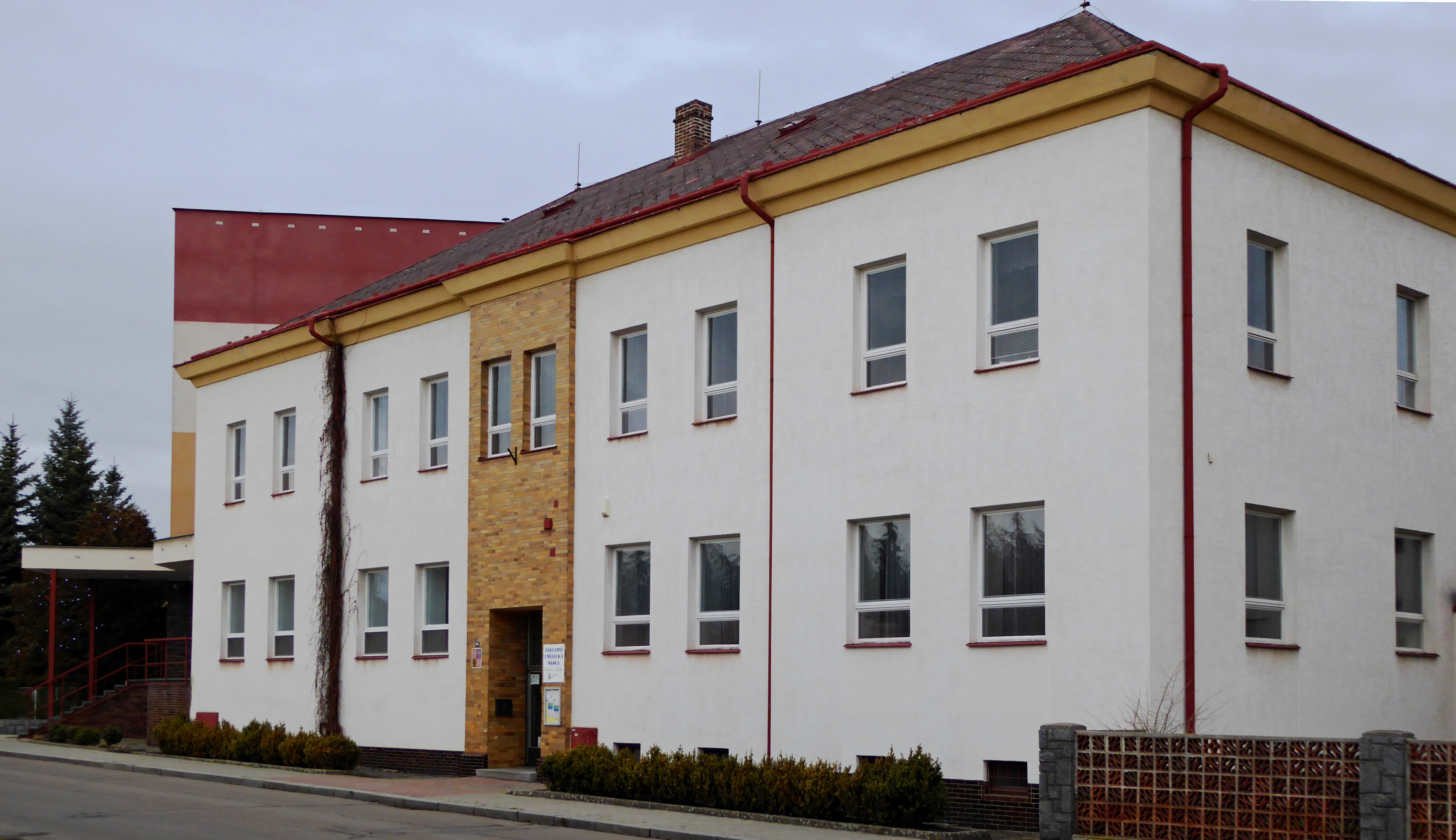
Základní umělecká škola Vítězslava Nováka; původní objekt (továrna na obuv) byl ve 30. letech 20. století darován městu, ve 2. polovině 20. století zrekonstruován na střední školu oděvní, od roku 2000 slouží umění
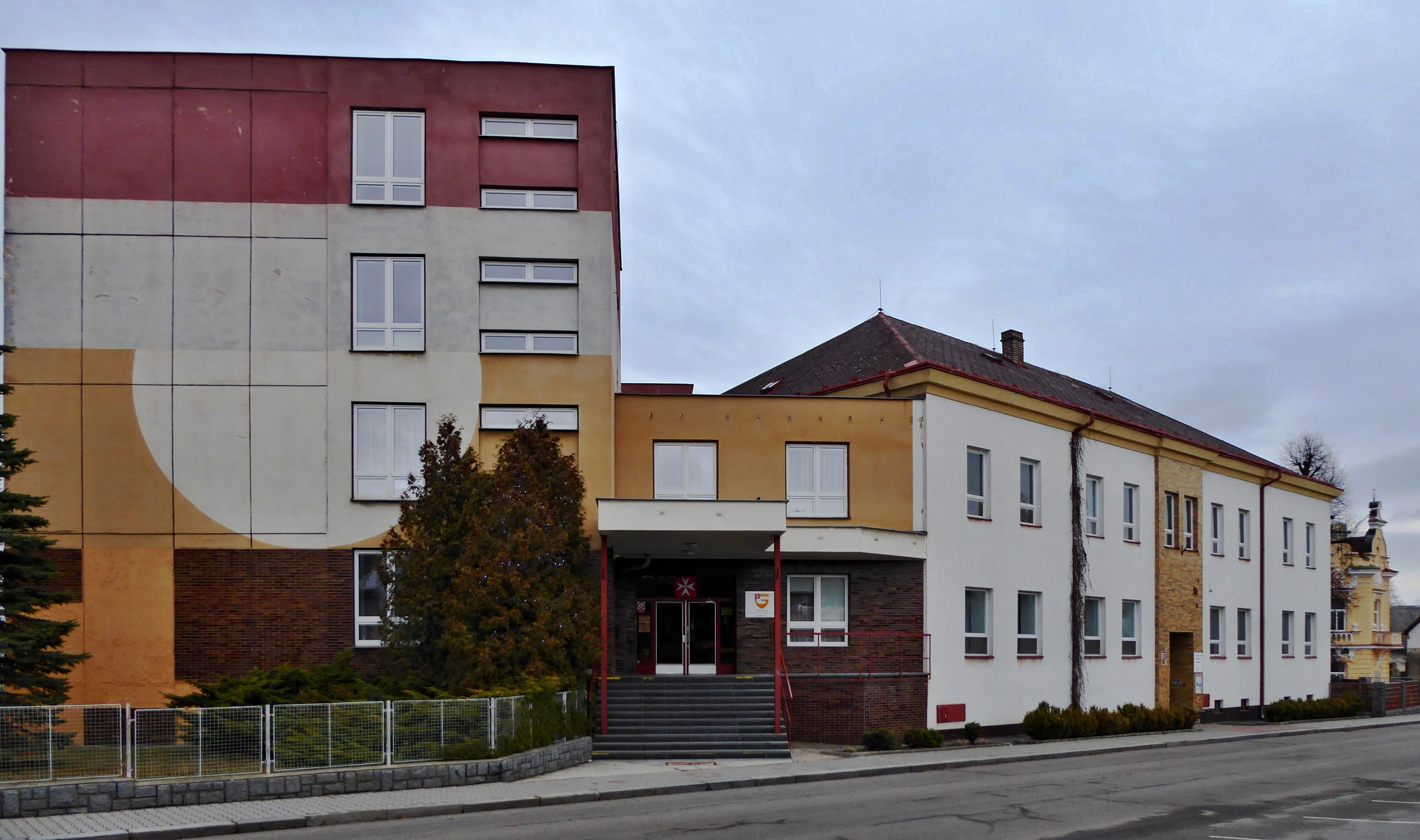
Gymnázium Suverénního řádu maltézských rytířů; střední škola sídlí v budově, která byla vystavěna ve 2. polovině 20. století pro potřeby střední školy oděvní
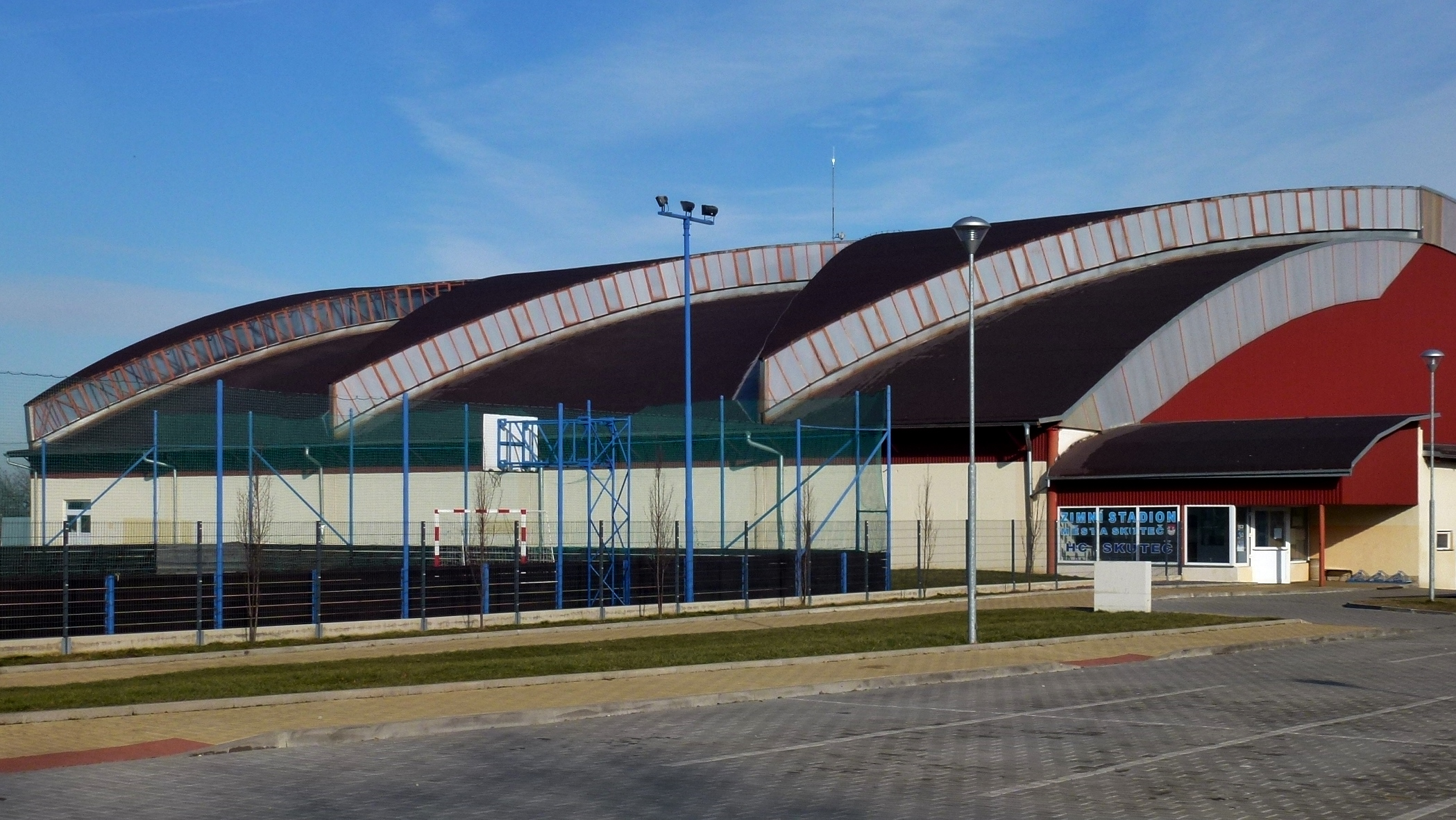
Zimní krytý stadion; původně venkovní byl opatřen v roce 2001 střešní konstrukcí demontovanou z extraligového stadionu v Českých Budějovicích
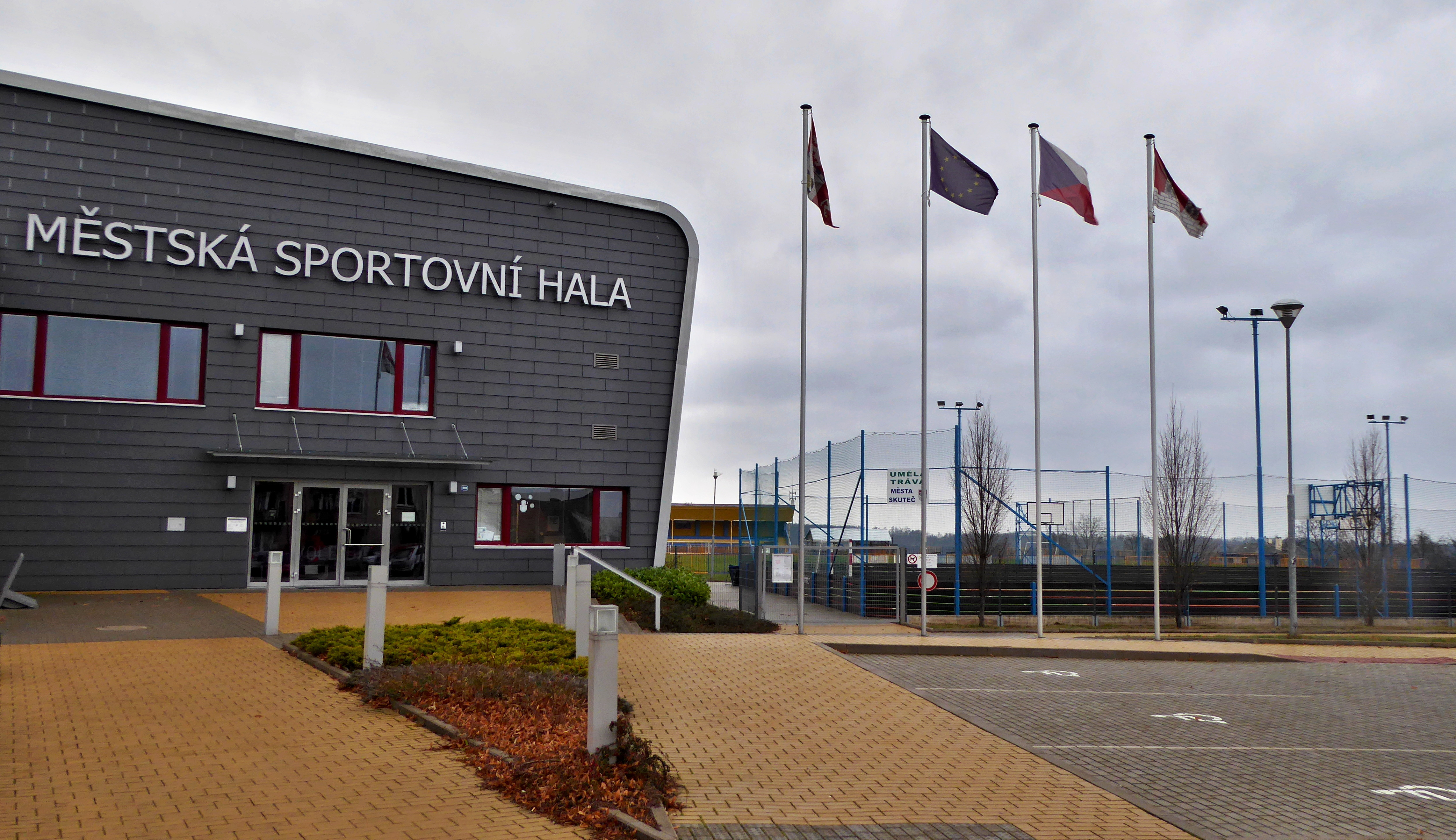
Městská sportovní hala; na místě původního objektu z roku 1959 byla postavena multifunkční budova v roce 2010 u vstupu do rozsáhlého sportovního areálu
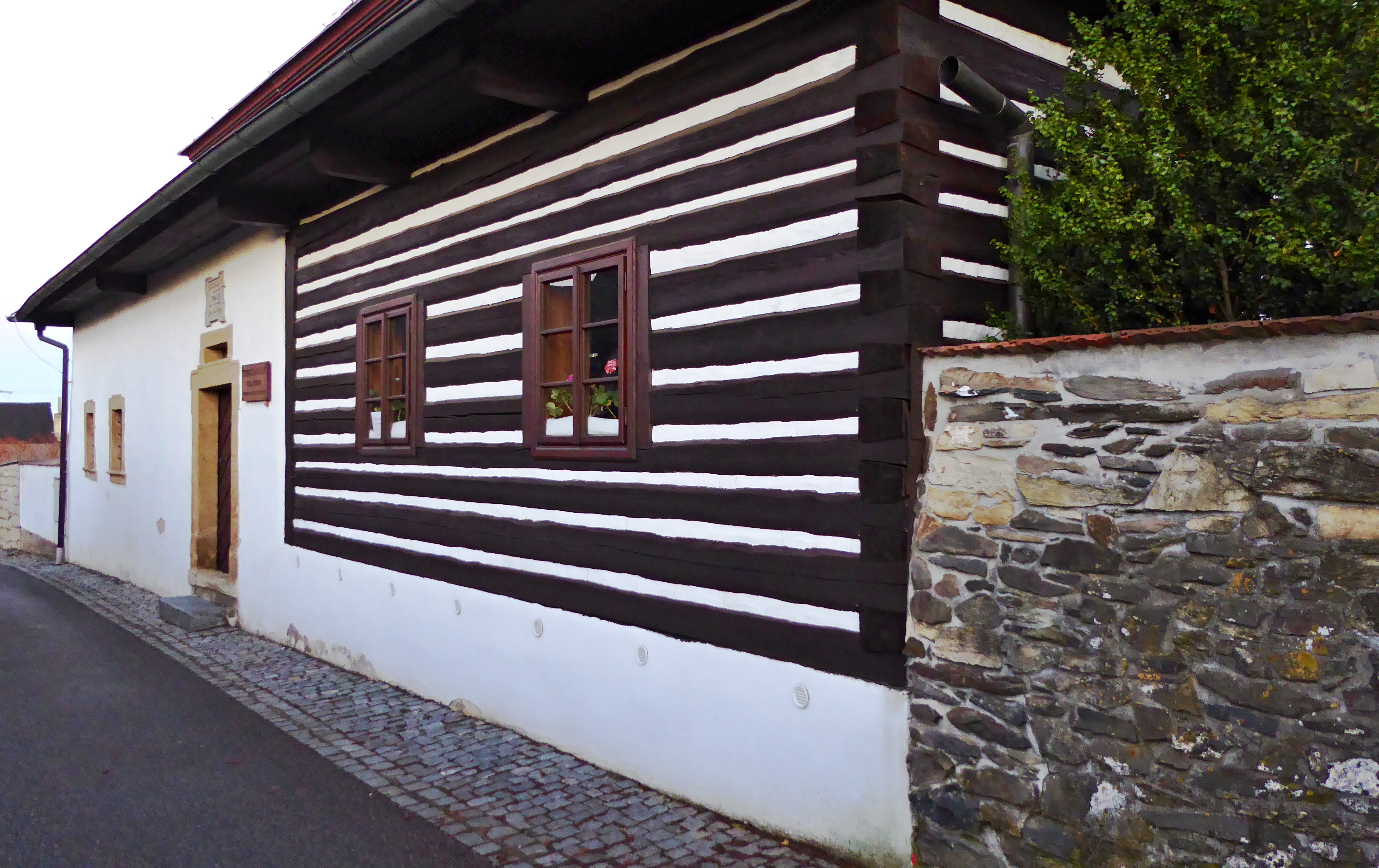
Rodný dům hudebního skladatele a pedagoga Václava Jana Křtitele Tomáška; původní objekt nechala Českobratrská evangelická církev zrekonstruovat v roce 1992 ve stylu lidové stavby tzv. poličské architektury
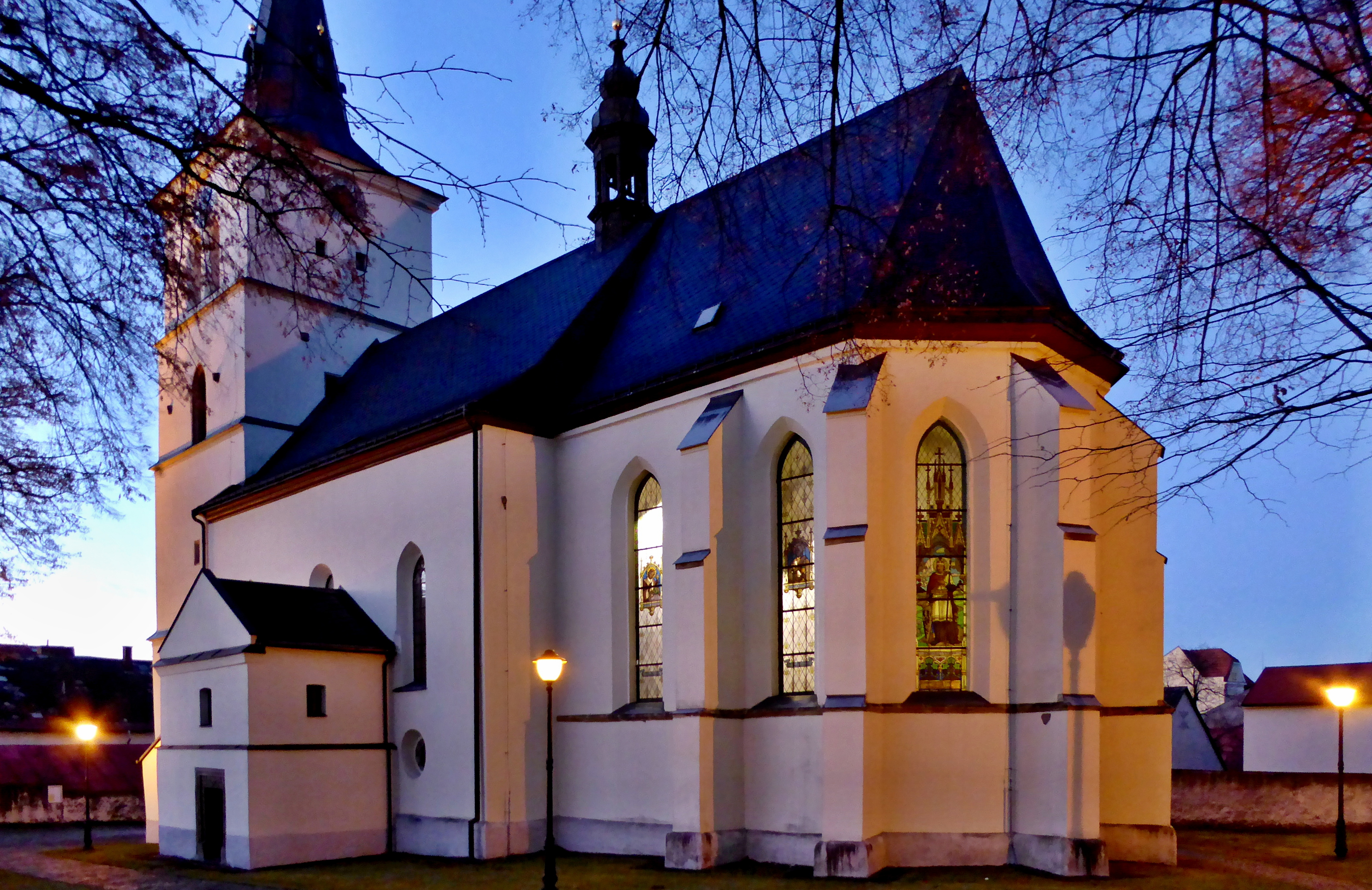
Kostel Nanebevzetí Panny Marie v pohledu od budovy děkanství; kostel městského typu, původně farní, v roce 1655 povýšen spolu s farou na děkanský, podle historických výzkumů byla výstavba realizována v gotickém stylu staviteli majících blízko k parléřovské huti
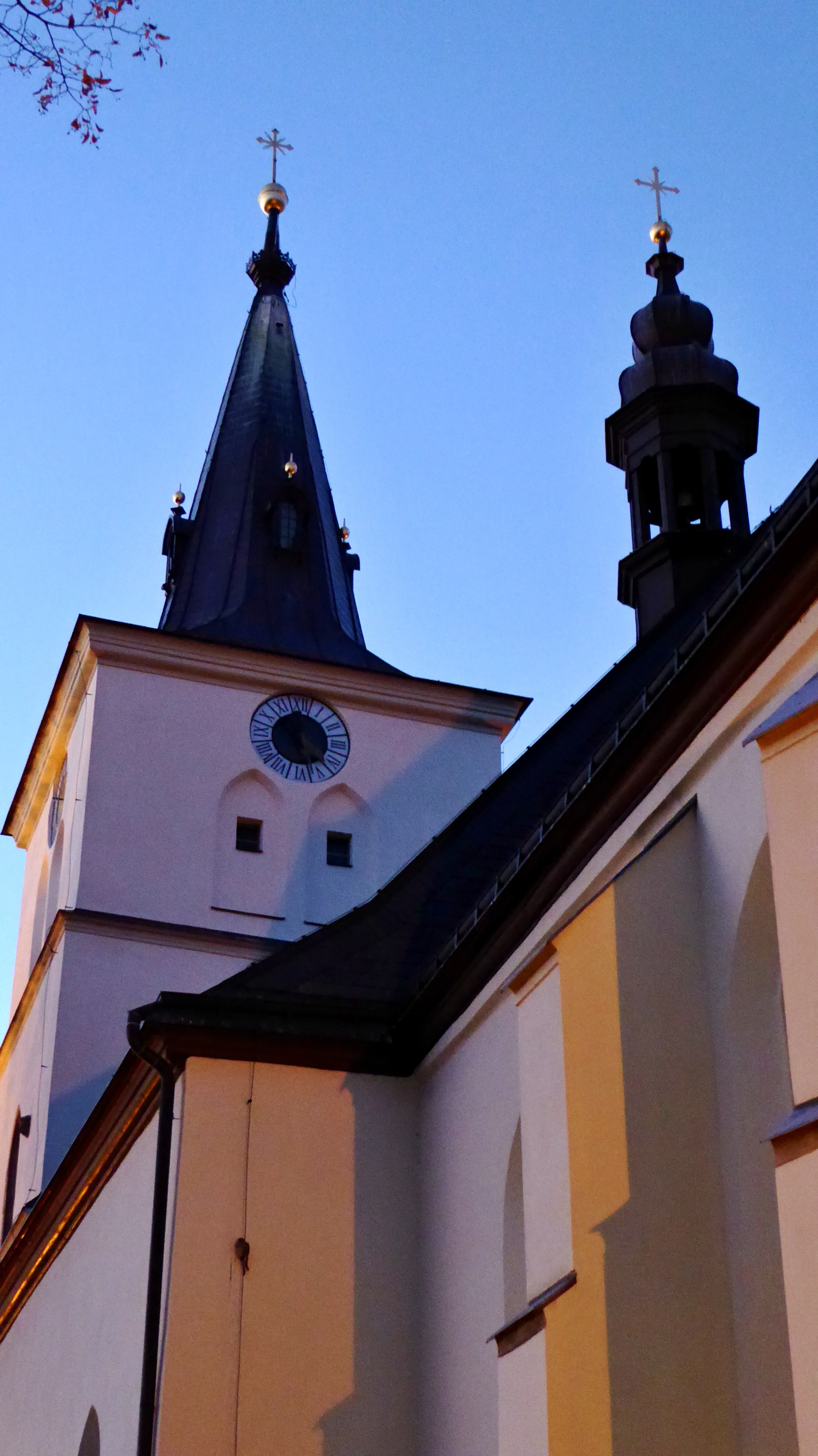
Věž kostela a sanktusová věžička; po požáru v roce 1850 byla věž do současné podoby (výška 35 m) obnovena podle gotizujícího projektu s původními zvony, v roce 2003 renovována sanktusová věžička a v roce 2005 křížek a makovice věže
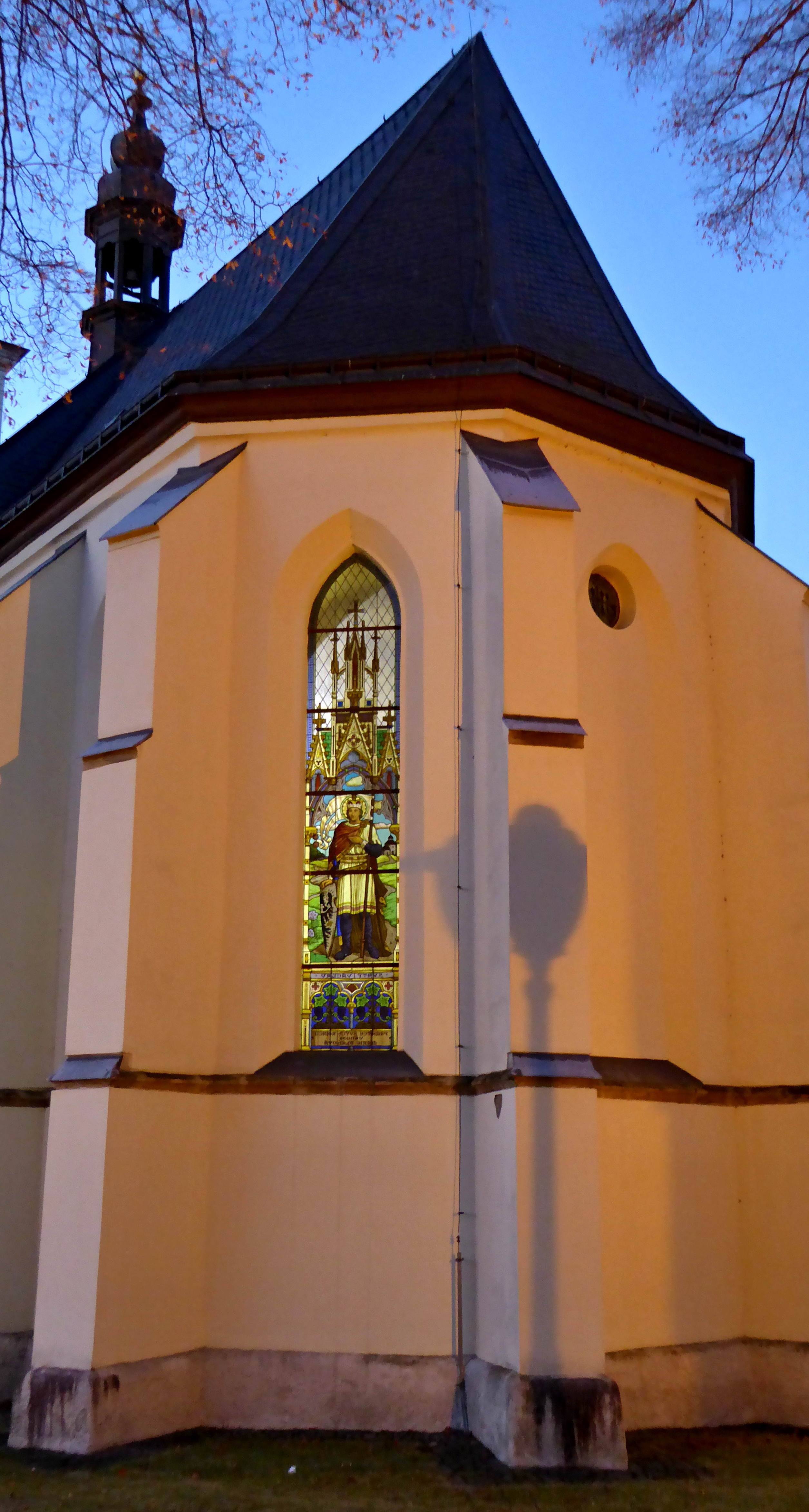
Východní strana kostela s vitrážovým oknem z 19. století; původně byl kolem kostela zřízen hřbitov, dnes je v areálu děkanství provedena parková úprava
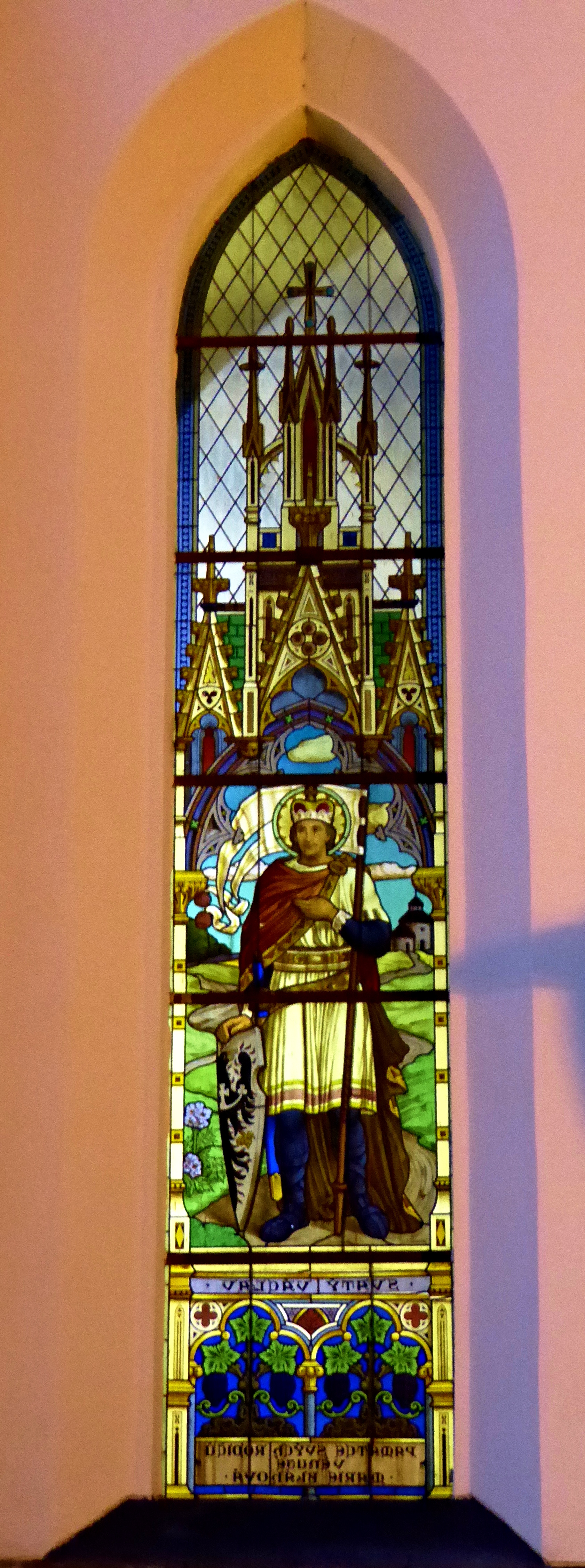
Vitrážové okno sv. Václava presbytáře děkanského kostela Nanebevzetí Panny Marie ve Skutči